# Circuitul ITF feminin 2024 (iulie–septembrie)
Circuitul ITF feminin 2024 este ediția din 2024 a celui de-al doilea turneu de tenis profesionist feminin. Acesta este organizat de Federația Internațională de Tenis și este un nivel inferior circuitului WTA. Circuitul include turnee în cinci categorii cu premii în bani care variază între 15.000 și 100.000 de dolari.

## Legendă
| Categorie   |
| Turnee W100 |
| Turnee W75  |
| Turnee W50  |
| Turnee W35  |
| Turnee W15  |

### Iulie
| Săptămâna | Turneu                                                                          | Campioni                                                     | Finaliști                                    | Semifinaliști                                 | Sfert-finaliști                                                                          |
| --------- | ------------------------------------------------------------------------------- | ------------------------------------------------------------ | -------------------------------------------- | --------------------------------------------- | ---------------------------------------------------------------------------------------- |
| 1 iulie   | Open International Féminin de Montpellier Montpellier, Franța Zgură W75         | Maja Chwalińska 6–3, 6–2                                     | Oksana Selekhmeteva                          | Jil Teichmann Sara Saito                      | Marie Benoît Nuria Párrizas Díaz Justina Mikulskytė Raluca Șerban                        |
| 1 iulie   | Open International Féminin de Montpellier Montpellier, Franța Zgură W75         | Mariana Dražić Iryna Shymanovich 1–6, 6–4, [10–8]            | Elena Pridankina Ekaterina Yashina           | Jil Teichmann Sara Saito                      | Marie Benoît Nuria Párrizas Díaz Justina Mikulskytė Raluca Șerban                        |
| 1 iulie   | Stuttgart-Vaihingen, Germania Zgură W35 Simplu și Dublu                         | Ella Seidel 6–4, 6–3                                         | Cristina Dinu                                | Julie Štruplová Miriam Bulgaru                | Marie Vogt Lara Schmidt Victoria Rodríguez Yuki Naito                                    |
| 1 iulie   | Stuttgart-Vaihingen, Germania Zgură W35 Simplu și Dublu                         | Cristina Dinu Nika Radišić 3–6, 6–4, [10–4]                  | Jasmijn Gimbrère Stéphanie Visscher          | Julie Štruplová Miriam Bulgaru                | Marie Vogt Lara Schmidt Victoria Rodríguez Yuki Naito                                    |
| 1 iulie   | Hong Kong, Hong Kong Hard W35 Simplu si dublu                                   | Eudice Chong 6–3, 6–3                                        | Yao Xinxin                                   | Haruka Kaji Himeno Sakatsume                  | Ku Yeon-woo Hiromi Abe Tatiana Prozorova Cody Wong                                       |
| 1 iulie   | Hong Kong, Hong Kong Hard W35 Simplu si dublu                                   | Eudice Chong Cody Wong 6–4, 3–6, [10–7]                      | Hiromi Abe Saki Imamura                      | Haruka Kaji Himeno Sakatsume                  | Ku Yeon-woo Hiromi Abe Tatiana Prozorova Cody Wong                                       |
| 1 iulie   | BMW Roma Cup Roma, Italia Zgură W35 Simplu si dublu                             | Nuria Brancaccio 7–6(8–6), 6–1                               | Varvara Lepchenko                            | Tatiana Pieri Carlota Martínez Círez          | Fanny Stollár Fernanda Labraña Leonie Küng Eleonora Alvisi                               |
| 1 iulie   | BMW Roma Cup Roma, Italia Zgură W35 Simplu si dublu                             | Yvonne Cavallé Reimers Aurora Zantedeschi 6–4, 6–4           | Leonie Küng Rasheeda McAdoo                  | Tatiana Pieri Carlota Martínez Círez          | Fanny Stollár Fernanda Labraña Leonie Küng Eleonora Alvisi                               |
| 1 iulie   | Amstelveen Women's Open Amstelveen, Țîrile de Jos Zgură W35 Simplu si dublu     | Jaimee Fourlis 7–6(7–2), 2–6, 6–1                            | Berfu Cengiz                                 | Anouk Koevermans Sofia Costoulas              | Mina Hodzic Petra Hule Mona Barthel Katharina Hobgarski                                  |
| 1 iulie   | Amstelveen Women's Open Amstelveen, Țîrile de Jos Zgură W35 Simplu si dublu     | Michaëlla Krajicek Eva Vedder Walkover                       | Victoria Kan Ekaterina Makarova              | Anouk Koevermans Sofia Costoulas              | Mina Hodzic Petra Hule Mona Barthel Katharina Hobgarski                                  |
| 1 iulie   | Hillcrest, Africa de Sud Hard W35 Simplu si dublu                               | Zoë Kruger 6–2, 6–3                                          | Ksenia Laskutova                             | Lara Pfeifer Darja Suvirđonkova               | Sofia Avataneo Eliessa Vanlangendonck Maddalena Giordano Matilde Mariani                 |
| 1 iulie   | Hillcrest, Africa de Sud Hard W35 Simplu si dublu                               | Ksenia Laskutova Verena Meliss 6–2, 7–5                      | Isabella Kruger Zoë Kruger                   | Lara Pfeifer Darja Suvirđonkova               | Sofia Avataneo Eliessa Vanlangendonck Maddalena Giordano Matilde Mariani                 |
| 1 iulie   | Getxo, Spania Zgură (i) W35 Simplu si dublu                                     | Solana Sierra 6–2, 6–1                                       | Lucía Cortez Llorca                          | Ángela Fita Boluda Oleksandra Oliynykova      | Nicole Fossa Huergo Michaela Laki Laura Hietaranta Alina Charaeva                        |
| 1 iulie   | Getxo, Spania Zgură (i) W35 Simplu si dublu                                     | Anna Rogers Alana Smith 6–0, 7–6(9–7)                        | Martha Matoula Seone Mendez                  | Ángela Fita Boluda Oleksandra Oliynykova      | Nicole Fossa Huergo Michaela Laki Laura Hietaranta Alina Charaeva                        |
| 1 iulie   | Nakhon Si Thammarat, Thailanda Hard W35 Simplu si dublu                         | Patcharin Cheapchandej 6–2, 6–3                              | Kyōka Okamura                                | Peangtarn Plipuech Eri Shimizu                | Ayano Shimizu Haruna Arakawa Monique Barry Jeong Bo-young                                |
| 1 iulie   | Nakhon Si Thammarat, Thailanda Hard W35 Simplu si dublu                         | Jeong Bo-young Rinon Okuwaki 2–6, 7–5, [10–7]                | Vaidehi Chaudhari Peangtarn Plipuech         | Peangtarn Plipuech Eri Shimizu                | Ayano Shimizu Haruna Arakawa Monique Barry Jeong Bo-young                                |
| 1 iulie   | Tianjin, China Hard W15 Simplu si dublu                                         | Huang Yujia 7–5, 6–4                                         | Priska Madelyn Nugroho                       | Chen Mengyi Guo Meiqi                         | Gozal Ainitdinova Sun Yifan Xun Fangying Anna Snigireva                                  |
| 1 iulie   | Tianjin, China Hard W15 Simplu si dublu                                         | Huang Yujia Xun Fangying 6–0, 6–1                            | Aitiyaguli Aixirefu Wang Jiaqi               | Chen Mengyi Guo Meiqi                         | Gozal Ainitdinova Sun Yifan Xun Fangying Anna Snigireva                                  |
| 1 iulie   | Mogyoród, Ungaria Zgură W15 Simplu si dublu                                     | Cristina Díaz Adrover 6–4, 1–6, 6–3                          | Eszter Méri                                  | Alina Granwehr Sofia Milatová                 | Amarissa Kiara Tóth Salma Drugdová Linda Ševčíková Kateřina Mandelíková                  |
| 1 iulie   | Mogyoród, Ungaria Zgură W15 Simplu si dublu                                     | Kateřina Mandelíková Ingrid Vojčináková 6–2, 7–5             | Panna Bartha Katerina Tsygourova             | Alina Granwehr Sofia Milatová                 | Amarissa Kiara Tóth Salma Drugdová Linda Ševčíková Kateřina Mandelíková                  |
| 1 iulie   | Galați, România Zgură W15 Simplu si dublu                                       | Patricia Maria Țig 6–4, 6–2                                  | Elena Ruxandra Bertea                        | Sara Dols Karola Patricia Bejenaru            | Lavinia Tănăsie Georgia Crăciun Ioana Zvonaru Demi Tran                                  |
| 1 iulie   | Galați, România Zgură W15 Simplu si dublu                                       | Mara Gae Lavinia Tănăsie 6–2, 6–1                            | Olivia Bergler Mariya Poduraeva              | Sara Dols Karola Patricia Bejenaru            | Lavinia Tănăsie Georgia Crăciun Ioana Zvonaru Demi Tran                                  |
| 1 iulie   | Kuršumlijska Banja, Serbia Zgură W15 Simplu si dublu                            | Zhibek Kulambayeva 2–6, 6–4, 6–2                             | Lisa Zaar                                    | Michaela Bayerlová Emily Welker               | Carmen Andreea Herea Ștefania Bojică Julia Stamatova Anastasiya Zaparyniuk               |
| 1 iulie   | Kuršumlijska Banja, Serbia Zgură W15 Simplu si dublu                            | Valentina Ivanov Lisa Zaar 6–4, 6–7(1–7), [10–8]             | Michaela Bayerlová Jelena Cvijanovic         | Michaela Bayerlová Emily Welker               | Carmen Andreea Herea Ștefania Bojică Julia Stamatova Anastasiya Zaparyniuk               |
| 1 iulie   | Monastir, Tunisia Hard W15 Simplu si dublu                                      | Yasmine Mansouri 6–3, 6–1                                    | Noelia Bouzó Zanotti                         | Anastasia Gasanova Lamis Alhussein Abdel Aziz | Gina Marie Dittmann Arlinda Rushiti Berta Passola Anja Wildgruber                        |
| 1 iulie   | Monastir, Tunisia Hard W15 Simplu si dublu                                      | Lamis Alhussein Abdel Aziz Aglaya Fedorova 6–3, 3–6, [10–5]  | Alexandra Iordache Liisa Varul               | Anastasia Gasanova Lamis Alhussein Abdel Aziz | Gina Marie Dittmann Arlinda Rushiti Berta Passola Anja Wildgruber                        |
| 1 iulie   | Lakewood, Statele Unite Hard W15 Simplu si dublu                                | Rachel Gailis 6–3, 6–4                                       | India Houghton                               | Alexis Nguyen Chloé Noël                      | Charlotte Chavatipon Aspen Schuman Malaika Rapolu Brandy Walker                          |
| 1 iulie   | Lakewood, Statele Unite Hard W15 Simplu si dublu                                | Malaika Rapolu Anita Sahdiieva 6–4, 2–6, [10–8]              | Carolyn Ansari Gabriella Broadfoot           | Alexis Nguyen Chloé Noël                      | Charlotte Chavatipon Aspen Schuman Malaika Rapolu Brandy Walker                          |
| 8 iulie   | ATV Tennis Open Roma, Italia Zgură W75                                          | Oksana Selekhmeteva 6–1, 7–6(7–3)                            | Lina Gjorcheska                              | Petra Marčinko Lea Bošković                   | Guiomar Maristany Varvara Lepchenko Georgia Pedone Victoria Jiménez Kasintseva           |
| 8 iulie   | ATV Tennis Open Roma, Italia Zgură W75                                          | Leonie Küng Vasanti Shinde 4–6, 6–4, [10–7]                  | Matilde Paoletti Beatrice Ricci              | Petra Marčinko Lea Bošković                   | Guiomar Maristany Varvara Lepchenko Georgia Pedone Victoria Jiménez Kasintseva           |
| 8 iulie   | ITF The Hague Haga, Țările de Jos Zgură W75                                     | Arantxa Rus 6–1, 4–6, 6–2                                    | Gina Feistel                                 | Nastasja Schunk Dominika Šalková              | Jang Su-jeong Victoria Mboko Raluca Șerban Dejana Radanović                              |
| 8 iulie   | ITF The Hague Haga, Țările de Jos Zgură W75                                     | Jaimee Fourlis Petra Hule 6–4, 6–2                           | Annelin Bakker Sarah van Emst                | Nastasja Schunk Dominika Šalková              | Jang Su-jeong Victoria Mboko Raluca Șerban Dejana Radanović                              |
| 8 iulie   | Corroios, Portugalia Hard W50 Simplu si dublu                                   | Gabriela Knutson 6–1, 6–3                                    | Mariam Bolkvadze                             | Tereza Martincová Valeria Savinykh            | Mai Hontama Lina Glushko Sayaka Ishii Matilde Jorge                                      |
| 8 iulie   | Corroios, Portugalia Hard W50 Simplu si dublu                                   | Martyna Kubka Anna Rogers 6–1, 6–4                           | Matilde Jorge Elena Micic                    | Tereza Martincová Valeria Savinykh            | Mai Hontama Lina Glushko Sayaka Ishii Matilde Jorge                                      |
| 8 iulie   | Tianjin, China Hard W35 Simplu si dublu                                         | Hina Inoue 6–4, 6–3                                          | Liu Fangzhou                                 | Polina Iatcenko Li Zongyu                     | Wei Sijia Wang Jiaqi Chihiro Muramatsu Shi Han                                           |
| 8 iulie   | Tianjin, China Hard W35 Simplu si dublu                                         | Guo Meiqi Xiao Zhenghua 6–4, 6–2                             | Sakura Hosogi Misaki Matsuda                 | Polina Iatcenko Li Zongyu                     | Wei Sijia Wang Jiaqi Chihiro Muramatsu Shi Han                                           |
| 8 iulie   | Aschaffenburg, Germania Zgură W35 Simplu si dublu                               | Madison Sieg 6–4, 6–4                                        | Nika Radišić                                 | Hanne Vandewinkel Martha Matoula              | Ylena In-Albon Emily Seibold Lara Schmidt Carolina Kuhl                                  |
| 8 iulie   | Aschaffenburg, Germania Zgură W35 Simplu si dublu                               | Jasmijn Gimbrère Stéphanie Visscher 6–1, 1–6, [10–3]         | Andreea Prisăcariu Julie Štruplová           | Hanne Vandewinkel Martha Matoula              | Ylena In-Albon Emily Seibold Lara Schmidt Carolina Kuhl                                  |
| 8 iulie   | Buzău, România Zgură W35 Simplu si dublu                                        | Kaitlin Quevedo 3–6, 7–6(9–7) , 7–6(8–6)                     | Patricia Maria Țig                           | Alice Tubello Barbora Palicová                | Solana Sierra Oleksandra Oliynykova Yuki Naito Lidia Encheva                             |
| 8 iulie   | Buzău, România Zgură W35 Simplu si dublu                                        | Laura Hietaranta Nina Vargová 6–3, 6–4                       | Briana Szabó Patricia Maria Țig              | Alice Tubello Barbora Palicová                | Solana Sierra Oleksandra Oliynykova Yuki Naito Lidia Encheva                             |
| 8 iulie   | Don Benito, Spania Carpet W35 Simplu si dublu                                   | Viktória Hrunčáková 6–2, 3–6, 6–4                            | Natalija Stevanović                          | Tamira Paszek Linda Klimovičová               | Pemra Özgen Tamara Kostic Olga Parres Azcoitia Vitalia Diatchenko                        |
| 8 iulie   | Don Benito, Spania Carpet W35 Simplu si dublu                                   | Tamara Kostic Olga Parres Azcoitia 3–6, 6–4, [10–6]          | Isabella Barrera Aguirre Vitalia Diatchenko  | Tamira Paszek Linda Klimovičová               | Pemra Özgen Tamara Kostic Olga Parres Azcoitia Vitalia Diatchenko                        |
| 8 iulie   | Luján, Argentina Zgură W15 Simplu si dublu                                      | Lucciana Pérez Alarcón 7–5 ret.                              | Luisina Giovannini                           | Jazmín Ortenzi Justina María González Daniele | Chiara Di Genova Carla Markus Camila Romero Michela Castro Zunino                        |
| 8 iulie   | Luján, Argentina Zgură W15 Simplu si dublu                                      | Jazmín Ortenzi Lucciana Pérez Alarcón 6–4, 7–5               | Romina Ccuno María Florencia Urrutia         | Jazmín Ortenzi Justina María González Daniele | Chiara Di Genova Carla Markus Camila Romero Michela Castro Zunino                        |
| 8 iulie   | Bissy-Chambéry, Franța Hard W15 Simplu si dublu                                 | Ella McDonald 6–0, 6–1                                       | Ekaterina Ovcharenko                         | Caroline Roméo Marine Szostak                 | Rania Azziz Chloé Noël Ophélie Boullay Viola Turini                                      |
| 8 iulie   | Bissy-Chambéry, Franța Hard W15 Simplu si dublu                                 | Arina Arifullina Ekaterina Ovcharenko 6–1, 6–1               | Viola Turini Maria Vittoria Viviani          | Caroline Roméo Marine Szostak                 | Rania Azziz Chloé Noël Ophélie Boullay Viola Turini                                      |
| 8 iulie   | Grodzisk Mazowiecki, Polonia Hard W15 Simplu si dublu                           | Radka Zelníčková 6–4, 6–2                                    | Katherine Barnes                             | Ava Hrastar Katarína Kužmová                  | Emilija Tverijonaitė Olivia Lincer Salma Drugdová Sabīne Rutlauka                        |
| 8 iulie   | Grodzisk Mazowiecki, Polonia Hard W15 Simplu si dublu                           | Aneta Laboutková Eliz Maloney 6–1, 3–6, [10–3]               | Annemarie Lazar Aleksandra Zuchańska         | Ava Hrastar Katarína Kužmová                  | Emilija Tverijonaitė Olivia Lincer Salma Drugdová Sabīne Rutlauka                        |
| 8 iulie   | Kuršumlijska Banja, Serbia Zgură W15 Simplu si dublu                            | Darja Viďmanová 6–1, 7–6(7–5)                                | Kamilla Bartone                              | Anja Stanković Michaela Bayerlová             | Dunja Marić Katarína Strešnáková Valentina Ivanov Andrea Obradović                       |
| 8 iulie   | Kuršumlijska Banja, Serbia Zgură W15 Simplu si dublu                            | Kamilla Bartone Darja Viďmanová 6–4, 6–2                     | Dimitra Pavlou Anja Stanković                | Anja Stanković Michaela Bayerlová             | Dunja Marić Katarína Strešnáková Valentina Ivanov Andrea Obradović                       |
| 8 iulie   | Nakhon Si Thammarat, Thailand Hard W15 Simplu si dublu                          | Patcharin Cheapchandej 7–6(11–9), 6–2                        | Alicia Smith                                 | Hikaru Sato Punnin Kovapitukted               | Tyra Lithiby Rinon Okuwaki Ayumi Koshiishi Monique Barry                                 |
| 8 iulie   | Nakhon Si Thammarat, Thailand Hard W15 Simplu si dublu                          | Patcharin Cheapchandej Punnin Kovapitukted 6–3, 6–1          | Monique Barry Alicia Smith                   | Hikaru Sato Punnin Kovapitukted               | Tyra Lithiby Rinon Okuwaki Ayumi Koshiishi Monique Barry                                 |
| 8 iulie   | Monastir, Tunisia Hard W15 Simplu si dublu                                      | Arlinda Rushiti 6–4, 2–6, 7–6(7–2)                           | Lamis Alhussein Abdel Aziz                   | Alyssa Réguer Esther Adeshina                 | Sofia Camila Rojas Anja Wildgruber Cristina Elena Tiglea Luana Plaza                     |
| 8 iulie   | Monastir, Tunisia Hard W15 Simplu si dublu                                      | Nanari Katsumi Haine Ogata 6–3, 1–6, [10–6]                  | Lamis Alhussein Abdel Aziz Arlinda Rushiti   | Alyssa Réguer Esther Adeshina                 | Sofia Camila Rojas Anja Wildgruber Cristina Elena Tiglea Luana Plaza                     |
| 8 iulie   | Lakewood, Statele Unite Hard W15 Simplu si dublu                                | Alanis Hamilton 3–6, 7–6(7–3), 6–2                           | Tori Kinard                                  | Amelia Honer Paris Corley                     | Alyssa Ahn Brooke Kwon India Houghton Camille Kiss                                       |
| 8 iulie   | Lakewood, Statele Unite Hard W15 Simplu si dublu                                | Carolyn Ansari Gabriella Broadfoot 6–7(3–7), 6–3, [10–3]     | Amelia Honer Teja Tirunelveli                | Amelia Honer Paris Corley                     | Alyssa Ahn Brooke Kwon India Houghton Camille Kiss                                       |
| 15 iulie  | Open Araba en Femenino Vitoria-Gasteiz, Spania Hard W100                        | Alex Eala 6–4, 6–4                                           | Victoria Jiménez Kasintseva                  | María Portillo Ramírez Jessika Ponchet        | Melisa Ercan Yuliia Starodubtseva Linda Fruhvirtová Justina Mikulskytė                   |
| 15 iulie  | Open Araba en Femenino Vitoria-Gasteiz, Spania Hard W100                        | Estelle Cascino Alex Eala 6–3, 2–6, [10–4]                   | Lia Karatancheva Diāna Marcinkēviča          | María Portillo Ramírez Jessika Ponchet        | Melisa Ercan Yuliia Starodubtseva Linda Fruhvirtová Justina Mikulskytė                   |
| 15 iulie  | Championnats de Granby Granby, Canada Hard W75                                  | Maria Mateas 6–3, 7–6(7–3)                                   | Kayla Cross                                  | Ayana Akli Stacey Fung                        | Liang En-shuo Carson Branstine Park So-hyun Jada Robinson                                |
| 15 iulie  | Championnats de Granby Granby, Canada Hard W75                                  | Ariana Arseneault Mia Kupres 6–4, 2–6, [10–6]                | Liang En-shuo Park So-hyun                   | Ayana Akli Stacey Fung                        | Liang En-shuo Carson Branstine Park So-hyun Jada Robinson                                |
| 15 iulie  | Porto Open Porto, Portugalia Hard W75                                           | Maja Chwalińska 7–5, 6–1                                     | Tessah Andrianjafitrimo                      | Gabriela Knutson Lanlana Tararudee            | Evialina Laskevich Anastasia Zakharova Maya Joint Arianne Hartono                        |
| 15 iulie  | Porto Open Porto, Portugalia Hard W75                                           | Arianne Hartono Prarthana Thombare 6–3, 6–4                  | Anna Rogers Kateryna Volodko                 | Gabriela Knutson Lanlana Tararudee            | Evialina Laskevich Anastasia Zakharova Maya Joint Arianne Hartono                        |
| 15 iulie  | The Women's Hospital Classic Evansville, Statele Unite Hard W75                 | Sophie Chang 4–6, 7–6(7–5), 6–3                              | Mary Stoiana                                 | Tian Fangran Iryna Shymanovich                | Sachia Vickery Hanna Chang Himeno Sakatsume Sahaja Yamalapalli                           |
| 15 iulie  | The Women's Hospital Classic Evansville, Statele Unite Hard W75                 | Alicia Herrero Liñana Melany Krywoj 6–2, 6–0                 | Hiroko Kuwata Sahaja Yamalapalli             | Tian Fangran Iryna Shymanovich                | Sachia Vickery Hanna Chang Himeno Sakatsume Sahaja Yamalapalli                           |
| 15 iulie  | Nottingham, Regatul Unit Hard W50 Simplu si dublu                               | Heather Watson 6–3, 6–0                                      | Manon Léonard                                | Tamira Paszek Mingge Xu                       | Sarah Beth Grey Clara Vlasselaer Ankita Raina Sayaka Ishii                               |
| 15 iulie  | Nottingham, Regatul Unit Hard W50 Simplu si dublu                               | Naiktha Bains Amelia Rajecki 1–6, 6–4, [10–8]                | Katie Swan Mingge Xu                         | Tamira Paszek Mingge Xu                       | Sarah Beth Grey Clara Vlasselaer Ankita Raina Sayaka Ishii                               |
| 15 iulie  | Tianjin, China Hard W35 Simplu si dublu                                         | Wei Sijia 6–7(4–7), 6–2, 6–3                                 | Hina Inoue                                   | Li Zongyu Lu Jiajing                          | Yao Xinxin Shi Han Polina Iatcenko Kira Pavlova                                          |
| 15 iulie  | Tianjin, China Hard W35 Simplu si dublu                                         | Huang Yujia Zheng Wushuang 6–3, 6–3                          | Mana Ayukawa Mana Kawamura                   | Li Zongyu Lu Jiajing                          | Yao Xinxin Shi Han Polina Iatcenko Kira Pavlova                                          |
| 15 iulie  | Darmstadt, Germania Zgură W35 Simplu si dublu                                   | Victoria Mboko 6–4, 6–4                                      | Ángela Fita Boluda                           | Anouk Koevermans Hanne Vandewinkel            | Jaimee Fourlis Ekaterine Gorgodze Rasheeda McAdoo Mariella Thamm                         |
| 15 iulie  | Darmstadt, Germania Zgură W35 Simplu si dublu                                   | Jaimee Fourlis Petra Hule 7–6(8–6), 6–4                      | Karolína Kubáňová Sapfo Sakellaridi          | Anouk Koevermans Hanne Vandewinkel            | Jaimee Fourlis Ekaterine Gorgodze Rasheeda McAdoo Mariella Thamm                         |
| 15 iulie  | Turin, Italy Zgură W35 Simplu si dublu                                          | Solana Sierra 4–6, 6–2, 6–0                                  | Guiomar Maristany                            | Yaroslava Bartashevich Daria Lodikova         | Julia Grabher Živa Falkner Aneta Kučmová Sofia Costoulas                                 |
| 15 iulie  | Turin, Italy Zgură W35 Simplu si dublu                                          | Živa Falkner Pia Lovrič 1–6, 6–2, [12–10]                    | Julieta Lara Estable Fernanda Labraña        | Yaroslava Bartashevich Daria Lodikova         | Julia Grabher Živa Falkner Aneta Kučmová Sofia Costoulas                                 |
| 15 iulie  | Luján, Argentina Zgură W15 Simplu si dublu                                      | Luisina Giovannini 1–6, 6–2, 6–4                             | Lucciana Pérez Alarcón                       | Romina Ccuno María Herazo González            | Chiara Di Genova Camila Romero Candela Vázquez Luciana Moyano                            |
| 15 iulie  | Luján, Argentina Zgură W15 Simplu si dublu                                      | Luisina Giovannini Marian Gómez Pezuela Cano 6–0, 6–2        | Romina Ccuno Lucciana Pérez Alarcón          | Romina Ccuno María Herazo González            | Chiara Di Genova Camila Romero Candela Vázquez Luciana Moyano                            |
| 15 iulie  | Casablanca, Morocco Zgură W15 Simplu si dublu                                   | Ekaterina Kazionova 6–3, 7–6(7–5)                            | Joëlle Steur                                 | Tina Nadine Smith Paula Arias Manjón          | Rinko Matsuda Klaudija Bubelytė Angella Okutoyi Emma Léné                                |
| 15 iulie  | Casablanca, Morocco Zgură W15 Simplu si dublu                                   | Angella Okutoyi Celine Simunyu 6–3, 6–1                      | Gloria Ceschi Gaia Squarcialupi              | Tina Nadine Smith Paula Arias Manjón          | Rinko Matsuda Klaudija Bubelytė Angella Okutoyi Emma Léné                                |
| 15 iulie  | Kuršumlijska Banja, Serbia Zgură W15 Simplu si dublu                            | Darja Viďmanová 6–2, 7–5                                     | Kristiana Sidorova                           | Arina Bulatova Kamilla Bartone                | Nikola Daubnerová Dimitra Pavlou Natalija Senić Jana Bojović                             |
| 15 iulie  | Kuršumlijska Banja, Serbia Zgură W15 Simplu si dublu                            | Kamilla Bartone Darja Viďmanová 6–3, 6–3                     | Madelief Hageman Draginja Vuković            | Arina Bulatova Kamilla Bartone                | Nikola Daubnerová Dimitra Pavlou Natalija Senić Jana Bojović                             |
| 15 iulie  | Krško, Slovenia Zgură W15 Simplu si dublu                                       | Eszter Méri 6–3, 7–5                                         | Emily Seibold                                | Salma Drugdová Anika Jašková                  | Iva Primorac Adrienn Nagy Lisa Zaar Oana Gavrilă                                         |
| 15 iulie  | Krško, Slovenia Zgură W15 Simplu si dublu                                       | Camilla Bossi Emma Slavíková 6–3, 2–6, [12–10]               | Ivana Šebestová Linda Ševčíková              | Salma Drugdová Anika Jašková                  | Iva Primorac Adrienn Nagy Lisa Zaar Oana Gavrilă                                         |
| 15 iulie  | Nakhon Si Thammarat, Thailand Hard W15 Simplu si dublu                          | Hikaru Sato 6–4, 6–4                                         | Ayumi Koshiishi                              | Monique Barry Punnin Kovapitukted             | Akanksha Dileep Nitture Salakthip Ounmuang Yuno Kitahara Jeong Bo-young                  |
| 15 iulie  | Nakhon Si Thammarat, Thailand Hard W15 Simplu si dublu                          | Monique Barry Alicia Smith 6–4, 6–3                          | Jeong Bo-young Punnin Kovapitukted           | Monique Barry Punnin Kovapitukted             | Akanksha Dileep Nitture Salakthip Ounmuang Yuno Kitahara Jeong Bo-young                  |
| 15 iulie  | Monastir, Tunisia Hard W15 Simplu si dublu                                      | Sofia Camila Rojas 6–3, 6–2                                  | Luana Plaza                                  | Hanna Bougouffa Victoria Gómez                | Giulia Morlet Cristina Elena Tiglea Tian Jialin Marie Villet                             |
| 15 iulie  | Monastir, Tunisia Hard W15 Simplu si dublu                                      | Nanari Katsumi Haine Ogata 6–4, 6–2                          | Alice Amendola Cristina Elena Tiglea         | Hanna Bougouffa Victoria Gómez                | Giulia Morlet Cristina Elena Tiglea Tian Jialin Marie Villet                             |
| 22 iulie  | Figueira da Foz International Ladies Open Figueira da Foz, Portugalia Hard W100 | Anastasia Zakharova 6–2, 6–1                                 | Kristina Mladenovic                          | Aoi Ito Lina Gjorcheska                       | Evialina Laskevich Lanlana Tararudee Linda Fruhvirtová Rebecca Marino                    |
| 22 iulie  | Figueira da Foz International Ladies Open Figueira da Foz, Portugalia Hard W100 | Sayaka Ishii Naho Sato 7–6(7–1), 7–5                         | Madeleine Brooks Sarah Beth Grey             | Aoi Ito Lina Gjorcheska                       | Evialina Laskevich Lanlana Tararudee Linda Fruhvirtová Rebecca Marino                    |
| 22 iulie  | Dallas Summer Series Dallas, United States Hard (i) W50 Simplu si dublu         | Clervie Ngounoue 2–6, 6–3, 7–5                               | Robin Anderson                               | Kayla Day Mary Stoiana                        | Sophie Chang Mananchaya Sawangkaew Catherine Harrison Elvina Kalieva                     |
| 22 iulie  | Dallas Summer Series Dallas, United States Hard (i) W50 Simplu si dublu         | Usue Maitane Arconada Katrina Scott 6–3, 6–3                 | Jéssica Hinojosa Gómez Hiroko Kuwata         | Kayla Day Mary Stoiana                        | Sophie Chang Mananchaya Sawangkaew Catherine Harrison Elvina Kalieva                     |
| 22 iulie  | Naiman, China Hard W35 Simplu si dublu                                          | Li Zongyu 4–6, 6–2, 6–4                                      | Liu Fangzhou                                 | Cody Wong Shi Han                             | Lu Jiajing Thasaporn Naklo Xun Fangying Zheng Wushuang                                   |
| 22 iulie  | Naiman, China Hard W35 Simplu si dublu                                          | Guo Meiqi Huang Yujia 6–3, 3–6, [13–11]                      | Lu Jingjing Ye Qiuyu                         | Cody Wong Shi Han                             | Lu Jiajing Thasaporn Naklo Xun Fangying Zheng Wushuang                                   |
| 22 iulie  | Horb am Neckar, Germany Zgură W35 Simplu si dublu                               | Veronika Erjavec 7–5, 6–0                                    | Julie Štruplová                              | Alexandra Vecic Aneta Kučmová                 | Alina Charaeva Susan Bandecchi Katharina Hobgarski Hanne Vandewinkel                     |
| 22 iulie  | Horb am Neckar, Germany Zgură W35 Simplu si dublu                               | Aneta Kučmová Nika Radišić 6–4, 6–7(3–7), [10–2]             | Alina Charaeva Yuki Naito                    | Alexandra Vecic Aneta Kučmová                 | Alina Charaeva Susan Bandecchi Katharina Hobgarski Hanne Vandewinkel                     |
| 22 iulie  | President's Cup Astana, Kazakhstan Hard W35 Simplu si dublu                     | Tatiana Prozorova 7–5, 6–7(5–7), 6–1                         | Alexandra Shubladze                          | Back Da-yeon Vaidehi Chaudhari                | Nigina Abduraimova Elena Malõgina Anastasia Kovaleva Sandugash Kenzhibayeva              |
| 22 iulie  | President's Cup Astana, Kazakhstan Hard W35 Simplu si dublu                     | Anastasia Gasanova Ekaterina Shalimova 7–6(7–4), 2–6, [10–7] | Vitalia Diatchenko Zhanel Rustemova          | Back Da-yeon Vaidehi Chaudhari                | Nigina Abduraimova Elena Malõgina Anastasia Kovaleva Sandugash Kenzhibayeva              |
| 22 iulie  | Casablanca, Morocco Zgură W35 Simplu si dublu                                   | Andrea Lázaro García 7–6(7–2), 6–3                           | Carlota Martínez Círez                       | Kaitlin Quevedo Deborah Chiesa                | Ekaterina Kazionova Tiantsoa Sarah Rakotomanga Rajaonah Joëlle Steur Sofia Costoulas     |
| 22 iulie  | Casablanca, Morocco Zgură W35 Simplu si dublu                                   | Malak El Allami Aya El Aouni 6–2, 6–2                        | Chelsea Fontenel Sandra Samir                | Kaitlin Quevedo Deborah Chiesa                | Ekaterina Kazionova Tiantsoa Sarah Rakotomanga Rajaonah Joëlle Steur Sofia Costoulas     |
| 22 iulie  | Open Castilla y León Segovia, Spain Hard W35 Simplu si dublu                    | Yasmine Mansouri 6–2, 6–7(5–7), 7–5                          | Lia Karatancheva                             | Nahia Berecoechea Anna Rogers                 | Cadence Brace Melisa Ercan Charo Esquiva Bañuls Haruka Kaji                              |
| 22 iulie  | Open Castilla y León Segovia, Spain Hard W35 Simplu si dublu                    | Lia Karatancheva Radka Zelníčková 2–6, 6–3, [10–3]           | Alexandra Osborne Anna Rogers                | Nahia Berecoechea Anna Rogers                 | Cadence Brace Melisa Ercan Charo Esquiva Bañuls Haruka Kaji                              |
| 22 iulie  | Viserba, Italy Zgură W15 Simplu si dublu                                        | Samira De Stefano 7–5, 6–3                                   | Inès Ibbou                                   | Anne Schäfer Vittoria Paganetti               | Nicole Fossa Huergo Enola Chiesa Denise Valente Francesca Pace                           |
| 22 iulie  | Viserba, Italy Zgură W15 Simplu si dublu                                        | Anastasia Bertacchi Lilli Tagger 6–0, 2–6, [10–5]            | Inès Ibbou Francesca Pace                    | Anne Schäfer Vittoria Paganetti               | Nicole Fossa Huergo Enola Chiesa Denise Valente Francesca Pace                           |
| 22 iulie  | Sapporo, Japan Hard W15 Simplu si dublu                                         | Lee Eun-hye 7–5, 6–3                                         | Mio Mushika                                  | Ayumi Miyamoto Zhang Ying                     | Shiho Tsujioka Alana Parnaby Kim Yu-jin Shiho Akita                                      |
| 22 iulie  | Sapporo, Japan Hard W15 Simplu si dublu                                         | Shiho Akita Choi Ji-hee 7–6(7–5), 6–7(5–7), [10–8]           | Ayumi Miyamoto Anri Nagata                   | Ayumi Miyamoto Zhang Ying                     | Shiho Tsujioka Alana Parnaby Kim Yu-jin Shiho Akita                                      |
| 22 iulie  | Satu Mare, Romania Zgură W15 Simplu si dublu                                    | Patricia Maria Țig 6–1, 7–5                                  | Oana Georgeta Simion                         | Lavinia Tănăsie Marie Mettraux                | Carmen Andreea Herea Elena Ruxandra Bertea Bianca Elena Bărbulescu Vanessa Popa Teiușanu |
| 22 iulie  | Satu Mare, Romania Zgură W15 Simplu si dublu                                    | Francesca Dell'Edera Giorgia Pinto 7–6(7–2), 7–5             | Laura Böhner Lavinia Tănăsie                 | Lavinia Tănăsie Marie Mettraux                | Carmen Andreea Herea Elena Ruxandra Bertea Bianca Elena Bărbulescu Vanessa Popa Teiușanu |
| 22 iulie  | Kuršumlijska Banja, Serbia Zgură W15 Simplu si dublu                            | Kamilla Bartone 6–3, 6–4                                     | Natalija Senić                               | Katarína Strešnáková Sarah van Emst           | Draginja Vuković Eleejah Inisan Federica Sacco Isis Louise van den Broek                 |
| 22 iulie  | Kuršumlijska Banja, Serbia Zgură W15 Simplu si dublu                            | Annelin Bakker Sarah van Emst 6–4, 3–6, [10–4]               | Tilwith Di Girolami Loes Ebeling Koning      | Katarína Strešnáková Sarah van Emst           | Draginja Vuković Eleejah Inisan Federica Sacco Isis Louise van den Broek                 |
| 22 iulie  | Brežice, Slovenia Zgură W15 Simplu si dublu                                     | Gabriela Cé 6–4, 6–4                                         | Iva Primorac                                 | Lisa Zaar Linda Ševčíková                     | Laura Svatíková Ivana Šebestová Mia Slama Yana Morderger                                 |
| 22 iulie  | Brežice, Slovenia Zgură W15 Simplu si dublu                                     | Kristina Novak Lisa Zaar 6–2, 6–2                            | Victoria Borodulina Emma Slavíková           | Lisa Zaar Linda Ševčíková                     | Laura Svatíková Ivana Šebestová Mia Slama Yana Morderger                                 |
| 22 iulie  | Monastir, Tunisia Hard W15 Simplu si dublu                                      | Ksenia Efremova 1–6, 6–3, 6–2                                | Jenna DeFalco                                | Vendula Valdmannová Shannon Lam               | Lucía Llinares Domingo Solymar Colling Luana Plaza Victoria Gómez                        |
| 22 iulie  | Monastir, Tunisia Hard W15 Simplu si dublu                                      | Zdena Šafářová Marie Villet 6–1, 6–1                         | Ksenia Efremova Sophia Ksandinov             | Vendula Valdmannová Shannon Lam               | Lucía Llinares Domingo Solymar Colling Luana Plaza Victoria Gómez                        |
| 29 iulie  | ITF World Tennis Tour Gran Canaria Maspalomas, Spania Zgură W100                | Nuria Párrizas Díaz 6–4, 6–3                                 | Andrea Lázaro García                         | Jéssica Bouzas Maneiro Marina Bassols Ribera  | Polina Kudermetova Fanny Stollár Lena Papadakis Lea Bošković                             |
| 29 iulie  | ITF World Tennis Tour Gran Canaria Maspalomas, Spania Zgură W100                | Katarzyna Piter Fanny Stollár 6–4, 6–2                       | Angelica Moratelli Sabrina Santamaria        | Jéssica Bouzas Maneiro Marina Bassols Ribera  | Polina Kudermetova Fanny Stollár Lena Papadakis Lea Bošković                             |
| 29 iulie  | Ladies Open Hechingen Hechingen, Germany Zgură W75                              | Anna Bondár 6–0, 6–2                                         | Ekaterina Makarova                           | Noma Noha Akugue Darja Viďmanová              | Marie Benoît Julia Middendorf Darja Semeņistaja Marina Melnikova                         |
| 29 iulie  | Ladies Open Hechingen Hechingen, Germany Zgură W75                              | Michaela Bayerlová Sofia Shapatava 6–2, 5–7, [10–6]          | Anna Gabric Mia Mack                         | Noma Noha Akugue Darja Viďmanová              | Marie Benoît Julia Middendorf Darja Semeņistaja Marina Melnikova                         |
| 29 iulie  | Internazionali di Tennis del Friuli Venezia Giulia Cordenons, Italia Zgură W75  | Anouk Koevermans 7–6(7–4), 6–2                               | Lucija Ćirić Bagarić                         | Eva Vedder Veronika Erjavec                   | Kateryna Baindl Aurora Zantedeschi Nuria Brancaccio Barbora Palicová                     |
| 29 iulie  | Internazionali di Tennis del Friuli Venezia Giulia Cordenons, Italia Zgură W75  | Yvonne Cavallé Reimers Aurora Zantedeschi 7–5, 2–6, [10–5]   | Nuria Brancaccio Leyre Romero Gormaz         | Eva Vedder Veronika Erjavec                   | Kateryna Baindl Aurora Zantedeschi Nuria Brancaccio Barbora Palicová                     |
| 29 iulie  | Lexington Challenger Lexington, Statele Unite Hard W75                          | Wei Sijia 7–5, 6–4                                           | Mananchaya Sawangkaew                        | Elizabeth Mandlik Rebecca Marino              | Sophie Chang Katrina Scott Iryna Shymanovich Whitney Osuigwe                             |
| 29 iulie  | Lexington Challenger Lexington, Statele Unite Hard W75                          | Whitney Osuigwe Alana Smith 7–6(7–5), 6–3                    | Carmen Corley Ivana Corley                   | Elizabeth Mandlik Rebecca Marino              | Sophie Chang Katrina Scott Iryna Shymanovich Whitney Osuigwe                             |
| 29 iulie  | Pilar, Argentina Zgură W35 Simplu si dublu                                      | Solana Sierra 2–6, 6–2, 6–1                                  | Lucciana Pérez Alarcón                       | Melany Krywoj Jazmín Ortenzi                  | Luisina Giovannini Ana Sofía Sánchez Alicia Herrero Liñana Alice Tubello                 |
| 29 iulie  | Pilar, Argentina Zgură W35 Simplu si dublu                                      | Alicia Herrero Liñana Melany Krywoj 6–1, 6–3                 | María Paulina Pérez Noelia Zeballos          | Melany Krywoj Jazmín Ortenzi                  | Luisina Giovannini Ana Sofía Sánchez Alicia Herrero Liñana Alice Tubello                 |
| 29 iulie  | Køge, Danemarca Zgură W35 Simplu si dublu                                       | Oleksandra Oliynykova 6–7(3–7), 6–0, 6–3                     | Deborah Chiesa                               | Jacqueline Cabaj Awad Vivian Wolff            | Jasmijn Gimbrère Tessa Brockmann Vilma Krebs Hyllested Laura Brunkel                     |
| 29 iulie  | Køge, Danemarca Zgură W35 Simplu si dublu                                       | Denisa Hindová Karolína Kubáňová 6–3, 6–2                    | Oana Gavrilă Haley Giavara                   | Jacqueline Cabaj Awad Vivian Wolff            | Jasmijn Gimbrère Tessa Brockmann Vilma Krebs Hyllested Laura Brunkel                     |
| 29 iulie  | Mohammedia, Maroc Zgură W35 Simplu si dublu                                     | Kristina Dmitruk 6–3, 6–7(5–7), 6–3                          | Çağla Büyükakçay                             | Alice Ramé Emma Léné                          | Ikumi Yamazaki Nina Vargová Aya El Aouni Sada Nahimana                                   |
| 29 iulie  | Mohammedia, Maroc Zgură W35 Simplu si dublu                                     | Ekaterina Kazionova Celine Simunyu 6–3, 6–3                  | Funa Kozaki Ikumi Yamazaki                   | Alice Ramé Emma Léné                          | Ikumi Yamazaki Nina Vargová Aya El Aouni Sada Nahimana                                   |
| 29 iulie  | Roehampton, Regatul Unit Hard W35 Simplu si dublu                               | Sonay Kartal 7–5, 6–1                                        | Nastasja Schunk                              | Rina Saigo Hikaru Sato                        | Ella McDonald Gabriella Da Silva-Fick Diana Martynov Daria Frayman                       |
| 29 iulie  | Roehampton, Regatul Unit Hard W35 Simplu si dublu                               | Holly Hutchinson Ella McDonald 6–2, 3–6, [10–3]              | Gabriella Da Silva-Fick Alice Robbe          | Rina Saigo Hikaru Sato                        | Ella McDonald Gabriella Da Silva-Fick Diana Martynov Daria Frayman                       |
| 29 iulie  | Savitaipale, Finlanda Zgură W15 Simplu si dublu                                 | Zuzanna Pawlikowska 5–7, 6–2, 6–1                            | Nadiia Kolb                                  | Laura Hietaranta Astrid Brune Olsen           | Aino Alkio Franziska Sziedat Chiara Girelli Adrienn Nagy                                 |
| 29 iulie  | Savitaipale, Finlanda Zgură W15 Simplu si dublu                                 | Klaudija Bubelytė Anet Angelika Koskel 1–6, 6–2, [10–6]      | Chiara Girelli Adrienn Nagy                  | Laura Hietaranta Astrid Brune Olsen           | Aino Alkio Franziska Sziedat Chiara Girelli Adrienn Nagy                                 |
| 29 iulie  | Tbilisi, Georgia Hard W15 Simplu si dublu                                       | Daria Egorova 6–3, 6–1                                       | Rada Zolotareva                              | Maria Kalyakina Mika Buchnik                  | Laima Vladson Haine Ogata Edda Mamedova Zoziya Kardava                                   |
| 29 iulie  | Tbilisi, Georgia Hard W15 Simplu si dublu                                       | Daria Egorova Rada Zolotareva 3–6, 6–0, [13–11]              | Sofya Gapankova Kseniya Yersh                | Maria Kalyakina Mika Buchnik                  | Laima Vladson Haine Ogata Edda Mamedova Zoziya Kardava                                   |
| 29 iulie  | Sapporo, Japan Hard W15 Simplu si dublu                                         | Shiho Akita 3–6, 7–6(7–4), 6–1                               | Lee Eun-hye                                  | Kanon Sawashiro Kanna Soeda                   | Hayu Kinoshita Shiho Tsujioka Kayo Nishimura Nao Nishino                                 |
| 29 iulie  | Sapporo, Japan Hard W15 Simplu si dublu                                         | Mana Ayukawa Mao Mushika 6–3, 6–4                            | Jeong Bo-young Cody Wong                     | Kanon Sawashiro Kanna Soeda                   | Hayu Kinoshita Shiho Tsujioka Kayo Nishimura Nao Nishino                                 |
| 29 iulie  | Ust-Kamenogorsk, Kazakhstan Hard W15 Simplu si dublu                            | Anastasia Gasanova 6–2, 6–1                                  | Ayumi Koshiishi                              | Ekaterina Shalimova Ekaterina Ovcharenko      | Back Da-yeon Sarah-Rebecca Sekulic Vaidehi Chaudhari Elena Malõgina                      |
| 29 iulie  | Ust-Kamenogorsk, Kazakhstan Hard W15 Simplu si dublu                            | Aglaya Fedorova Daria Khomutsianskaya 7–6(7–4), 6–2          | Back Da-yeon Ayumi Koshiishi                 | Ekaterina Shalimova Ekaterina Ovcharenko      | Back Da-yeon Sarah-Rebecca Sekulic Vaidehi Chaudhari Elena Malõgina                      |
| 29 iulie  | Brașov, Romania Zgură W15 Simplu si dublu                                       | Patricia Maria Țig 6–2, 6–2                                  | Georgia Crăciun                              | Alisa Baranovska Ștefani Bojică               | Matilde Mariani Bianca Elena Bărbulescu Chiara Fornasieri Ilinca Amariei                 |
| 29 iulie  | Brașov, Romania Zgură W15 Simplu si dublu                                       | Ștefani Bojică Mara Gae 6–4, 6–0                             | Ilinca Amariei Linda Ševčíková               | Alisa Baranovska Ștefani Bojică               | Matilde Mariani Bianca Elena Bărbulescu Chiara Fornasieri Ilinca Amariei                 |
| 29 iulie  | Kuršumlijska Banja, Serbia Zgură W15 Simplu si dublu                            | Loes Ebeling Koning 6–4, 6–4                                 | Anja Stanković                               | Lidia Encheva Natalija Senić                  | Monika Stankiewicz Mila Mašić Lara Stojanovski Yelyzaveta Kotliar                        |
| 29 iulie  | Kuršumlijska Banja, Serbia Zgură W15 Simplu si dublu                            | Evgeniya Burdina Draginja Vuković Walkover                   | Rose Marie Nijkamp Isis Louise van den Broek | Lidia Encheva Natalija Senić                  | Monika Stankiewicz Mila Mašić Lara Stojanovski Yelyzaveta Kotliar                        |
| 29 iulie  | Rogaška Slatina, Slovenia Zgură W15 Simplu si dublu                             | Stéphanie Visscher 6–2, 7–5                                  | Pia Lovrič                                   | Iva Primorac Alena Kovačková                  | Camilla Zanolini Greta Greco Lucchina Karolína Vlčková Barbara Dessolis                  |
| 29 iulie  | Rogaška Slatina, Slovenia Zgură W15 Simplu si dublu                             | Joy de Zeeuw Alena Kovačková 4–6, 6–4, [10–7]                | Anika Jašková Karolína Vlčková               | Iva Primorac Alena Kovačková                  | Camilla Zanolini Greta Greco Lucchina Karolína Vlčková Barbara Dessolis                  |
| 29 iulie  | Monastir, Tunisia Hard W15 Simplu si dublu                                      | Arabella Koller 6–4, 6–4                                     | Marie Villet                                 | Lara Pfeifer Jenna DeFalco                    | Eliessa Vanlangendonck Marine Szostak Hiromi Abe Alyssa Réguer                           |
| 29 iulie  | Monastir, Tunisia Hard W15 Simplu si dublu                                      | Hiromi Abe Nanari Katsumi 6–0, 6–3                           | Astrid Cirotte Emmanuelle Girard             | Lara Pfeifer Jenna DeFalco                    | Eliessa Vanlangendonck Marine Szostak Hiromi Abe Alyssa Réguer                           |

### August
| Săptămâna | Turneu                                                               | Campioni                                                         | Finaliști                                     | Semifinaliști                              | Sfert-finaliști                                                                              |
| --------- | -------------------------------------------------------------------- | ---------------------------------------------------------------- | --------------------------------------------- | ------------------------------------------ | -------------------------------------------------------------------------------------------- |
| 5 august  | Koser Jewelers Tennis Challenge Landisville, Statele Unite Hard W100 | McCartney Kessler 4–6, 6–2, 6–4                                  | Olivia Gadecki                                | Arianne Hartono Wei Sijia                  | Katrina Scott Yuliia Starodubtseva Ma Yexin Alex Eala                                        |
| 5 august  | Koser Jewelers Tennis Challenge Landisville, Statele Unite Hard W100 | Competiția de dublu a fost anulată din cauza vremii nefavorabile |                                               | Arianne Hartono Wei Sijia                  | Katrina Scott Yuliia Starodubtseva Ma Yexin Alex Eala                                        |
| 5 august  | Zagreb Open Zagreb, Croația Zgură W50                                | Georgia Pedone 2–6, 6–2, 7–5                                     | Elena Pridankina                              | Léolia Jeanjean Nuria Brancaccio           | Anouk Koevermans Tara Würth Valeriya Strakhova Sapfo Sakellaridi                             |
| 5 august  | Zagreb Open Zagreb, Croația Zgură W50                                | Živa Falkner Amarissa Tóth 6–4, 6–3                              | Lia Karatancheva Sapfo Sakellaridi            | Léolia Jeanjean Nuria Brancaccio           | Anouk Koevermans Tara Würth Valeriya Strakhova Sapfo Sakellaridi                             |
| 5 august  | Bytom, Poland Zgură W50 Simplu și dublu                              | Lucía Cortez Llorca 0–6, 6–4, 7–5                                | Mia Ristić                                    | Renáta Jamrichová Nika Radišić             | Marcelina Podlińska Nicole Fossa Huergo Monika Stankiewicz Weronika Ewald                    |
| 5 august  | Bytom, Poland Zgură W50 Simplu și dublu                              | Nicole Fossa Huergo Zhibek Kulambayeva 7–6(8–6), 6–2             | Maryna Kolb Nadiia Kolb                       | Renáta Jamrichová Nika Radišić             | Marcelina Podlińska Nicole Fossa Huergo Monika Stankiewicz Weronika Ewald                    |
| 5 august  | Chacabuco, Argentina Zgură W35 Simplu și dublu                       | Lucciana Pérez Alarcón 6–2, 6–4                                  | Alice Tubello                                 | Carolina Alves Luisina Giovannini          | Martina Capurro Taborda Tiantsoa Sarah Rakotomanga Rajaonah Ana Sofía Sánchez Jazmin Ortenzi |
| 5 august  | Chacabuco, Argentina Zgură W35 Simplu și dublu                       | Luisina Giovannini Marian Gómez Pezuela Cano Walkover            | Jazmin Ortenzi Lucciana Pérez Alarcón         | Carolina Alves Luisina Giovannini          | Martina Capurro Taborda Tiantsoa Sarah Rakotomanga Rajaonah Ana Sofía Sánchez Jazmin Ortenzi |
| 5 august  | Koksijde, Belgium Zgură W35 Simplu și dublu                          | Kajsa Rinaldo Persson 6–4, 4–6, 7–6(7–5)                         | Jenny Lim                                     | Martha Matoula Lian Tran                   | Isabella Kruger Ksenia Laskutova Ikumi Yamazaki Haley Giavara                                |
| 5 august  | Koksijde, Belgium Zgură W35 Simplu și dublu                          | Magali Kempen Lara Salden 6–4, 6–0                               | Laura Böhner Funa Kozaki                      | Martha Matoula Lian Tran                   | Isabella Kruger Ksenia Laskutova Ikumi Yamazaki Haley Giavara                                |
| 5 august  | Leipzig, Germany Zgură W35 Simplu și dublu                           | Alevtina Ibragimova 6–2, 1–6, 6–2                                | Alexandra Vecic                               | Julie Štruplová Katharina Hobgarski        | Helena Buchwald Vivian Wolff Silvia Ambrosio Victoria Pohle                                  |
| 5 august  | Leipzig, Germany Zgură W35 Simplu și dublu                           | Ekaterine Gorgodze Katharina Hobgarski 6–2, 3–6, [10–8]          | Denisa Hindová Julie Štruplová                | Julie Štruplová Katharina Hobgarski        | Helena Buchwald Vivian Wolff Silvia Ambrosio Victoria Pohle                                  |
| 5 august  | Roehampton, United Kingdom Hard W35 Simplu și dublu                  | Sonay Kartal 6–3, 6–3                                            | Haruka Kaji                                   | Gabriella Da Silva-Fick Saki Imamura       | Ayla Aksu Eri Shimizu Ella McDonald Akiko Omae                                               |
| 5 august  | Roehampton, United Kingdom Hard W35 Simplu și dublu                  | Nigina Abduraimova Lizette Cabrera 6–2, 6–2                      | Akiko Omae Eri Shimizu                        | Gabriella Da Silva-Fick Saki Imamura       | Ayla Aksu Eri Shimizu Ella McDonald Akiko Omae                                               |
| 5 august  | Tbilisi, Georgia Hard W15 Simplu și dublu                            | Ekaterina Yashina 6–2, 6–4                                       | Maria Sholokhova                              | Edda Mamedova Daria Egorova                | Eva Zabolotnaia Elina Nepliy Elena Jamshidhi Format:Country data CAL Carolann Delaunay       |
| 5 august  | Tbilisi, Georgia Hard W15 Simplu și dublu                            | Sofya Gapankova Kseniya Yersh 6–2, 6–3                           | Maria Sholokhova Elina Zakharova              | Edda Mamedova Daria Egorova                | Eva Zabolotnaia Elina Nepliy Elena Jamshidhi Format:Country data CAL Carolann Delaunay       |
| 5 august  | Dublin, Ireland Carpet W15 Simplu și dublu                           | Alice Gillan 6–2, 6–1                                            | Aleksandra Zuchańska                          | Karola Patricia Bejenaru Ella Haavisto     | Chloé Noël India Houghton Megan Davies Anja Wildgruber                                       |
| 5 august  | Dublin, Ireland Carpet W15 Simplu și dublu                           | India Houghton Chloé Noël 4–6, 6–3, [10–7]                       | Summer Yardley Aleksandra Zuchańska           | Karola Patricia Bejenaru Ella Haavisto     | Chloé Noël India Houghton Megan Davies Anja Wildgruber                                       |
| 5 august  | Ust-Kamenogorsk, Kazakhstan Hard W15 Simplu și dublu                 | Alisa Kummel 7–6(7–1), 6–3                                       | Sonja Zhiyenbayeva                            | Varvara Panshina Kristiana Sidorova        | Back Da-yeon Ekaterina Shalimova Aglaya Fedorova Anastasia Kovaleva                          |
| 5 august  | Ust-Kamenogorsk, Kazakhstan Hard W15 Simplu și dublu                 | Back Da-yeon Anastasia Sukhotina 6–3, 6–1                        | Varvara Panshina Daria Shubina                | Varvara Panshina Kristiana Sidorova        | Back Da-yeon Ekaterina Shalimova Aglaya Fedorova Anastasia Kovaleva                          |
| 5 august  | București, România Zgură W15 Simplu și dublu                         | Oana Georgeta Simion 6–3, 6–4                                    | Ștefani Bojică                                | Jasmijn Gimbrère Ilinca Amariei            | Patricia Maria Țig Rebecca Munk Mortensen Ioana Zvonaru İlay Yörük                           |
| 5 august  | București, România Zgură W15 Simplu și dublu                         | Ștefani Bojică Mara Gae 6–7(5–7), 6–3, [10–0]                    | Ilinca Amariei Linda Ševčíková                | Jasmijn Gimbrère Ilinca Amariei            | Patricia Maria Țig Rebecca Munk Mortensen Ioana Zvonaru İlay Yörük                           |
| 5 august  | Kuršumlijska Banja, Serbia Zgură W15 Simplu și dublu                 | Natalija Senić 7–5, 6–2                                          | Anja Stanković                                | Yaroslava Bartashevich Rositsa Dencheva    | Anastasiya Zaparyniuk Arina Bulatova Yelyzaveta Kotliar Han Jiangxue                         |
| 5 august  | Kuršumlijska Banja, Serbia Zgură W15 Simplu și dublu                 | Loes Ebeling Koning Sarah van Emst 6–0, 6–4                      | Ulyana Hrabavets Galena Krastenova            | Yaroslava Bartashevich Rositsa Dencheva    | Anastasiya Zaparyniuk Arina Bulatova Yelyzaveta Kotliar Han Jiangxue                         |
| 5 august  | Slovenske Konjice, Slovenia Zgură W15 Simplu și dublu                | Pia Lovrič 6–0, 6–4                                              | Salma Drugdová                                | Alena Kovačková Stéphanie Visscher         | Lucie Petruželová Sylvie Zünd Greta Greco Lucchina Camilla Gennaro                           |
| 5 august  | Slovenske Konjice, Slovenia Zgură W15 Simplu și dublu                | Alena Kovačková Julie Paštiková 6–2, 6–3                         | Petja Drame Tara Gorinšek                     | Alena Kovačková Stéphanie Visscher         | Lucie Petruželová Sylvie Zünd Greta Greco Lucchina Camilla Gennaro                           |
| 5 august  | Monastir, Tunisia Hard W15 Simplu și dublu                           | Eliessa Vanlangendonck 6–2, 6–4                                  | Hiromi Abe                                    | Lara Pfeifer Vendula Valdmannová           | Emmanuelle Girard Astrid Cirotte Tamara Šramková Imogen Haddad                               |
| 5 august  | Monastir, Tunisia Hard W15 Simplu și dublu                           | Hiromi Abe Nanari Katsumi 6–2, 6–4                               | Dimitra Pavlou Alica Rusová                   | Lara Pfeifer Vendula Valdmannová           | Emmanuelle Girard Astrid Cirotte Tamara Šramková Imogen Haddad                               |
| 12 august | Cary Tennis Classic Cary, Statele Unite Hard W100                    | Nuria Párrizas Díaz 6–3, 3–6, 7–6(7–2)                           | Renata Zarazúa                                | Rebeka Masarova Lucrezia Stefanini         | Viktorija Golubic Mananchaya Sawangkaew Arianne Hartono Alex Eala                            |
| 12 august | Cary Tennis Classic Cary, Statele Unite Hard W100                    | Céline Naef Tamara Zidanšek 4–6, 6–3, [11–9]                     | Oksana Kalashnikova Iryna Shymanovich         | Rebeka Masarova Lucrezia Stefanini         | Viktorija Golubic Mananchaya Sawangkaew Arianne Hartono Alex Eala                            |
| 12 august | Ladies Open Amstetten Amstetten, Austria Zgură W75                   | Elena Pridankina 6–0, 6–4                                        | Valeriya Strakhova                            | Berfu Cengiz Noma Noha Akugue              | Sinja Kraus Victoria Kan Justina Mikulskytė Eva Vedder                                       |
| 12 august | Ladies Open Amstetten Amstetten, Austria Zgură W75                   | Yvonne Cavallé Reimers Eva Vedder 6–3, 6–2                       | Jesika Malečková Miriam Škoch                 | Berfu Cengiz Noma Noha Akugue              | Sinja Kraus Victoria Kan Justina Mikulskytė Eva Vedder                                       |
| 12 august | Serbian Tennis Tour Kuršumlijska Banja, Serbia Zgură W75             | Lola Radivojević 6–4, 6–2                                        | Barbora Palicová                              | Ángela Fita Boluda Zhibek Kulambayeva      | Živa Falkner Sapfo Sakellaridi Tatiana Prozorova Tena Lukas                                  |
| 12 august | Serbian Tennis Tour Kuršumlijska Banja, Serbia Zgură W75             | Petra Marčinko Lola Radivojević 7–6(7–5), 6–4                    | Živa Falkner Tara Würth                       | Ángela Fita Boluda Zhibek Kulambayeva      | Živa Falkner Sapfo Sakellaridi Tatiana Prozorova Tena Lukas                                  |
| 12 august | Ourense, Spania Hard W50 Simplu și dublu                             | Alina Charaeva 7–6(9–7), 6–1                                     | Haruka Kaji                                   | Ankita Raina Malene Helgø                  | Valentina Ryser Tamira Paszek Martyna Kubka Anastasia Kulikova                               |
| 12 august | Ourense, Spania Hard W50 Simplu și dublu                             | Martyna Kubka Lara Salden 3–6, 6–3, [10–8]                       | Matilde Jorge Anna Rogers                     | Ankita Raina Malene Helgø                  | Valentina Ryser Tamira Paszek Martyna Kubka Anastasia Kulikova                               |
| 12 august | Duffel, Belgia Zgură W35 Simplu și dublu                             | Natália Szabanin 7–6(7–3), 3–6, 6–0                              | Katharina Hobgarski                           | Vivian Wolff Janice Tjen                   | Antonia Schmidt Magali Kempen Çağla Büyükakçay Kajsa Rinaldo Persson                         |
| 12 august | Duffel, Belgia Zgură W35 Simplu și dublu                             | Magali Kempen Ema Kovacevic 6–1, 6–4                             | Tilwith Di Girolami Lian Tran                 | Vivian Wolff Janice Tjen                   | Antonia Schmidt Magali Kempen Çağla Büyükakçay Kajsa Rinaldo Persson                         |
| 12 august | Erwitte, Germania Zgură W35 Simplu și dublus                         | Irene Burillo Escorihuela 6–3, 6–2                               | Julie Štruplová                               | Clara Vlasselaer Park So-hyun              | Sonja Zhenikhova Fabienne Gettwart Eleni Christofi Marie Vogt                                |
| 12 august | Erwitte, Germania Zgură W35 Simplu și dublus                         | Fabienne Gettwart Erika Sema 6–4, 6–4                            | Kristina Novak Lisa Zaar                      | Clara Vlasselaer Park So-hyun              | Sonja Zhenikhova Fabienne Gettwart Eleni Christofi Marie Vogt                                |
| 12 august | Arequipa, Peru Zgură W35 Simplu și dublu                             | Alice Tubello 6–3, 6–1                                           | Julieta Lara Estable                          | Jazmín Ortenzi Carla Markus                | Fernanda Labraña Miriana Tona Tiantsoa Sarah Rakotomanga Rajaonah Gabriella Price            |
| 12 august | Arequipa, Peru Zgură W35 Simplu și dublu                             | Dana Guzmán Tiantsoa Sarah Rakotomanga Rajaonah 3–6, 6–4, [10–6] | Alicia Herrero Liñana Gabriella Price         | Jazmín Ortenzi Carla Markus                | Fernanda Labraña Miriana Tona Tiantsoa Sarah Rakotomanga Rajaonah Gabriella Price            |
| 12 august | Bydgoszcz, Polonia Zgură W35 Simplu și dublu                         | Daria Kuczer 6–2, 6–0                                            | Julie Belgraver                               | Adrienn Nagy Gabriela Cé                   | Weronika Ewald Nicole Fossa Huergo Denisa Hindová Aneta Kučmová                              |
| 12 august | Bydgoszcz, Polonia Zgură W35 Simplu și dublu                         | Sada Nahimana Rinon Okuwaki 6–4, 6–1                             | Maryna Kolb Nadiia Kolb                       | Adrienn Nagy Gabriela Cé                   | Weronika Ewald Nicole Fossa Huergo Denisa Hindová Aneta Kučmová                              |
| 12 august | Bistrița, România Zgură W35 Simplu și dublu                          | Patricia Maria Țig 6–1, 6–1                                      | Oleksandra Oliynykova                         | Elena Ruxandra Bertea Sofia Shapatava      | Jenny Dürst Ilinca Amariei Lavinia Tănăsie Johanne Svendsen                                  |
| 12 august | Bistrița, România Zgură W35 Simplu și dublu                          | Briana Szabó Patricia Maria Țig 6–3, 6–4                         | Ilinca Amariei Emily Welker                   | Elena Ruxandra Bertea Sofia Shapatava      | Jenny Dürst Ilinca Amariei Lavinia Tănăsie Johanne Svendsen                                  |
| 12 august | Aldershot, Regatul Unit Hard W35 Simplu și dublu                     | Mingge Xu 6–4, 6–1                                               | Haley Giavara                                 | Rina Saigo Tessah Andrianjafitrimo         | Lizette Cabrera Naho Sato Sarah Beth Grey Miho Kuramochi                                     |
| 12 august | Aldershot, Regatul Unit Hard W35 Simplu și dublu                     | Naiktha Bains Mingge Xu 6–4, 6–3                                 | Punnin Kovapitukted Akiko Omae                | Rina Saigo Tessah Andrianjafitrimo         | Lizette Cabrera Naho Sato Sarah Beth Grey Miho Kuramochi                                     |
| 12 august | Xiamen, China Hard W15 Simplu și dublu                               | Priska Madelyn Nugroho 2–6, 6–4, 6–0                             | Tang Qianhui                                  | Wang Jiaqi Zhang Ziye                      | Sarah-Rebecca Sekulic Yuan Chengyiyi Mana Kawamura Zou Ruirui                                |
| 12 august | Xiamen, China Hard W15 Simplu și dublu                               | Huang Yujia Zhang Ying 6–2, 7–5                                  | Lu Jingjing Xun Fangying                      | Wang Jiaqi Zhang Ziye                      | Sarah-Rebecca Sekulic Yuan Chengyiyi Mana Kawamura Zou Ruirui                                |
| 12 august | Monastir, Tunisia Hard W15 Simplu și dublu                           | Yasmine Mansouri 5–7, 6–3, 6–1                                   | Hiromi Abe                                    | Dimitra Pavlou Lamis Alhussein Abdel Aziz  | Julia Stusek Oyinlomo Quadre Astrid Cirotte Arabella Koller                                  |
| 12 august | Monastir, Tunisia Hard W15 Simplu și dublu                           | Hiromi Abe Haine Ogata 6–0, 6–4                                  | Leyla Nilüfer Elmas Dimitra Pavlou            | Dimitra Pavlou Lamis Alhussein Abdel Aziz  | Julia Stusek Oyinlomo Quadre Astrid Cirotte Arabella Koller                                  |
| 12 august | Huntsville, Statele Unite Zgură W15 Simplu și dublu                  | Karina Miller 6–2, 6–2                                           | Kristina Paskauskas                           | Carly Briggs Mercedes Aristegui            | Emily Sartz-Lunde McKenna Schaefbauer Christasha McNeil Gabriella Broadfoot                  |
| 12 august | Huntsville, Statele Unite Zgură W15 Simplu și dublu                  | Carly Briggs Tenika McGiffin 6–3, 7–6(7–3)                       | Karina Miller Emily Sartz-Lunde               | Carly Briggs Mercedes Aristegui            | Emily Sartz-Lunde McKenna Schaefbauer Christasha McNeil Gabriella Broadfoot                  |
| 19 august | Přerov Cup Přerov, Republica Cehă Zgură W75                          | Noma Noha Akugue 6–2, 3–6, 6–1                                   | Kristina Dmitruk                              | Aneta Kučmová Ángela Fita Boluda           | Amina Anshba Elena Pridankina Hanne Vandewinkel Irene Burillo Escorihuela                    |
| 19 august | Přerov Cup Přerov, Republica Cehă Zgură W75                          | Elena Pridankina Julie Štruplová 6–3, 6–4                        | Noma Noha Akugue Sapfo Sakellaridi            | Aneta Kučmová Ángela Fita Boluda           | Amina Anshba Elena Pridankina Hanne Vandewinkel Irene Burillo Escorihuela                    |
| 19 august | Arequipa, Peru Zgură W50 Simplu și dublu                             | Tiantsoa Sarah Rakotomanga Rajaonah 6–4, 6–4                     | Jazmín Ortenzi                                | Dana Guzmán Julieta Lara Estable           | Alice Tubello Fernanda Labraña Carolina Alves Ana Sofía Sánchez                              |
| 19 august | Arequipa, Peru Zgură W50 Simplu și dublu                             | Jazmín Ortenzi Lucciana Pérez Alarcón 5–7, 6–3, [10–1]           | Tiantsoa Sarah Rakotomanga Rajaonah Lian Tran | Dana Guzmán Julieta Lara Estable           | Alice Tubello Fernanda Labraña Carolina Alves Ana Sofía Sánchez                              |
| 19 august | Saskatoon Challenger Saskatoon, Canada Hard W35 Simplu și dublu      | Kayla Cross 4–6, 6–4, 6–4                                        | Mia Kupres                                    | Stacey Fung Jessica Failla                 | Mi Lan Ariana Arseneault Paris Corley Martina Okáľová                                        |
| 19 august | Saskatoon Challenger Saskatoon, Canada Hard W35 Simplu și dublu      | Ariana Arseneault Mia Kupres 6–4, 6–3                            | Hiroko Kuwata Maribella Zamarripa             | Stacey Fung Jessica Failla                 | Mi Lan Ariana Arseneault Paris Corley Martina Okáľová                                        |
| 19 august | Kunshan, China Hard W35 Simplu și dublu                              | Shi Han 6–0, 7–5                                                 | Cody Wong                                     | Kira Pavlova Guo Meiqi                     | Feng Shuo Li Zongyu Sarah-Rebecca Sekulic Zheng Wushuang                                     |
| 19 august | Kunshan, China Hard W35 Simplu și dublu                              | Lee Ya-hsin Cody Wong 7–5, 6–4                                   | Li Yu-yun Yao Xinxin                          | Kira Pavlova Guo Meiqi                     | Feng Shuo Li Zongyu Sarah-Rebecca Sekulic Zheng Wushuang                                     |
| 19 august | Braunschweig, Germania Zgură W35 Simplu și dublu                     | Sinja Kraus 6–3, 3–6, 6–1                                        | Marina Melnikova                              | Silvia Ambrosio Luisa Meyer auf der Heide  | Erika Sema Eva Marie Voracek Ikumi Yamazaki Eva Bennemann                                    |
| 19 august | Braunschweig, Germania Zgură W35 Simplu și dublu                     | Funa Kozaki Erika Sema 6–3, 7–6(11–9)                            | Sarah Iliev Ikumi Yamazaki                    | Silvia Ambrosio Luisa Meyer auf der Heide  | Erika Sema Eva Marie Voracek Ikumi Yamazaki Eva Bennemann                                    |
| 19 august | Cluj-Napoca, România Zgură W35 Simplu și dublu                       | Georgia Crăciun 6–1, 6–2                                         | Carlota Martínez Círez                        | Ilinca Amariei Denise Valente              | Jessica Pieri Jenny Dürst Ioana Zvonaru Patricia Maria Țig                                   |
| 19 august | Cluj-Napoca, România Zgură W35 Simplu și dublu                       | Jenny Dürst Oana Gavrilă 6–1, 6–0                                | Briana Szabó Patricia Maria Țig               | Ilinca Amariei Denise Valente              | Jessica Pieri Jenny Dürst Ioana Zvonaru Patricia Maria Țig                                   |
| 19 august | Vrnjačka Banja Open Vrnjačka Banja, Serbia Zgură W35 Simplu și dublu | Carson Branstine 7–6(7–5), 6–4                                   | Lola Radivojević                              | Tena Lukas Tatiana Prozorova               | Kaitlin Quevedo Ekaterina Ovcharenko Natalija Senić Lidia Encheva                            |
| 19 august | Vrnjačka Banja Open Vrnjačka Banja, Serbia Zgură W35 Simplu și dublu | Natalija Senić Anja Stanković 6–3, 6–4                           | Ela Nala Milić Anna Turati                    | Tena Lukas Tatiana Prozorova               | Kaitlin Quevedo Ekaterina Ovcharenko Natalija Senić Lidia Encheva                            |
| 19 august | Vigo, Spania Hard W35 Simplu și dublu                                | Tessah Andrianjafitrimo 6–4, 6–3                                 | Misaki Matsuda                                | Vitalia Diatchenko Nahia Berecoechea       | Martyna Kubka Ankita Raina Melisa Ercan Olga Helmi                                           |
| 19 august | Vigo, Spania Hard W35 Simplu și dublu                                | Sakura Hosogi Misaki Matsuda 6–0, 3–6, [10–6]                    | Eva Álvarez Sande Maxine Murphy               | Vitalia Diatchenko Nahia Berecoechea       | Martyna Kubka Ankita Raina Melisa Ercan Olga Helmi                                           |
| 19 august | Verbier, Elveția Zgură W35 Simplu și dublu                           | Lara Schmidt 6–4, 7–5                                            | Tina Nadine Smith                             | Deborah Chiesa Diāna Marcinkēviča          | Katharina Hobgarski Alice Ramé Victoria Kan Federica Di Sarra                                |
| 19 august | Verbier, Elveția Zgură W35 Simplu și dublu                           | Haley Giavara Diāna Marcinkēviča 2–6, 6–3, [10–7]                | Inès Ibbou Naïma Karamoko                     | Deborah Chiesa Diāna Marcinkēviča          | Katharina Hobgarski Alice Ramé Victoria Kan Federica Di Sarra                                |
| 19 august | Wanfercée-Baulet, Belgia Zgură W15 Simplu și dublu                   | Janice Tjen 6–2, 6–2                                             | Marie Weckerle                                | Cristina Díaz Adrover Anna Linn Puls       | Stéphanie Visscher Kaat Coppez Gina Marie Dittmann Romane Longueville                        |
| 19 august | Wanfercée-Baulet, Belgia Zgură W15 Simplu și dublu                   | Kaat Coppez Romane Longueville 6–4, 7–6(7–3)                     | Ella Simmons Janice Tjen                      | Cristina Díaz Adrover Anna Linn Puls       | Stéphanie Visscher Kaat Coppez Gina Marie Dittmann Romane Longueville                        |
| 19 august | Kraków, Polonia Zgură W15 Simplu și dublu                            | Linda Ševčíková 6–3, 2–6, 6–4                                    | Karolína Vlčková                              | Adrienn Nagy Ivana Šebestová               | Margarita Ignatjeva Klaudija Bubelytė Alisa Baranovska Valeriia Olianovskaia                 |
| 19 august | Kraków, Polonia Zgură W15 Simplu și dublu                            | Adrienn Nagy Linda Ševčíková 7–6(7–2), 6–3                       | Salma Drugdová Ivana Šebestová                | Adrienn Nagy Ivana Šebestová               | Margarita Ignatjeva Klaudija Bubelytė Alisa Baranovska Valeriia Olianovskaia                 |
| 19 august | Malmö, Suedia Zgură W15 Simplu și dublu                              | Clarissa Blomqvist 6–2, 6–7(1–7), 7–6(7–3)                       | India Houghton                                | Katerina Tsygourova Julita Saner           | Daria Yesypchuk Johanne Svendsen Patricija Paukštytė Tiana Tian Deng                         |
| 19 august | Malmö, Suedia Zgură W15 Simplu și dublu                              | India Houghton Lisa Zaar 4–6, 6–2, [10–4]                        | Sarafina Olivia Hansen Carina Syrtveit        | Katerina Tsygourova Julita Saner           | Daria Yesypchuk Johanne Svendsen Patricija Paukštytė Tiana Tian Deng                         |
| 19 august | Nakhon Si Thammarat, Thailanda Hard W15 Simplu și dublu              | Patcharin Cheapchandej 6–3, 6–3                                  | Vaishnavi Adkar                               | Momoko Kobori Rina Saigo                   | Back Da-yeon Jeong Bo-young Natsumi Kawaguchi Miho Kuramochi                                 |
| 19 august | Nakhon Si Thammarat, Thailanda Hard W15 Simplu și dublu              | Natsumi Kawaguchi Momoko Kobori 6–3, 6–4                         | Honoka Kobayashi Yukina Saigo                 | Momoko Kobori Rina Saigo                   | Back Da-yeon Jeong Bo-young Natsumi Kawaguchi Miho Kuramochi                                 |
| 19 august | Monastir, Tunisia Hard W15 Simplu și dublu                           | Yasmine Mansouri 6–3, 6–2                                        | Camilla Zanolini                              | Victória Luiza Barros Arabella Koller      | Maria Kalyakina Chiraz Bechri Elena Karner Lamis Alhussein Abdel Aziz                        |
| 19 august | Monastir, Tunisia Hard W15 Simplu și dublu                           | Mariam Atia Marina Bulbarella 7–5, 7–5                           | Polina Kaibekova Ralina Kalimullina           | Victória Luiza Barros Arabella Koller      | Maria Kalyakina Chiraz Bechri Elena Karner Lamis Alhussein Abdel Aziz                        |
| 26 august | Jinan Open Jinan, China Hard W50 Simplu și dublu                     | Zheng Wushuang 6–2, 6–2                                          | Yao Xinxin                                    | Shi Han Hina Inoue                         | Wang Meiling Ekaterina Shalimova Kyōka Okamura Liang En-shuo                                 |
| 26 august | Jinan Open Jinan, China Hard W50 Simplu și dublu                     | Guo Meiqi Xiao Zhenghua 6–3, 1–6, [10–5]                         | Feng Shuo Liu Fangzhou                        | Shi Han Hina Inoue                         | Wang Meiling Ekaterina Shalimova Kyōka Okamura Liang En-shuo                                 |
| 26 august | Meerbusch, Germania Zgură W50 Simplu și dublu                        | Sinja Kraus 6–4, 6–3                                             | Lola Radivojević                              | Raluca Șerban Berfu Cengiz                 | Mona Barthel Kamilla Bartone Alexis Blokhina Kathinka von Deichmann                          |
| 26 august | Meerbusch, Germania Zgură W50 Simplu și dublu                        | Magali Kempen Lara Salden 6–3, 6–0                               | Gina Marie Dittmann Vivien Sandberg           | Raluca Șerban Berfu Cengiz                 | Mona Barthel Kamilla Bartone Alexis Blokhina Kathinka von Deichmann                          |
| 26 august | Oldenzaal, Țările de Jos Zgură W50 Simplu și dublu                   | Hanne Vandewinkel 4–6, 6–2, 7–6(7–3)                             | Polina Kudermetova                            | Justina Mikulskytė İpek Öz                 | Antonia Schmidt Cristina Díaz Adrover Leyre Romero Gormaz Anouk Koevermans                   |
| 26 august | Oldenzaal, Țările de Jos Zgură W50 Simplu și dublu                   | Polina Kudermetova Ekaterina Makarova 6–4, 1–6, [10–7]           | Freya Christie Yuliana Lizarazo               | Justina Mikulskytė İpek Öz                 | Antonia Schmidt Cristina Díaz Adrover Leyre Romero Gormaz Anouk Koevermans                   |
| 26 august | São Paulo, Brazilia Zgură W35 Simplu și dublu                        | Luiza Fullana 6–0, 2–2 ret.                                      | Giorgia Pedone                                | Lian Tran Aurora Zantedeschi               | Sofia Rocchetti Jazmín Ortenzi Noelia Zeballos Anastasia Zolotareva                          |
| 26 august | São Paulo, Brazilia Zgură W35 Simplu și dublu                        | Jaeda Daniel Anastasiia Grechkina Walkover                       | Giorgia Pedone Aurora Zantedeschi             | Lian Tran Aurora Zantedeschi               | Sofia Rocchetti Jazmín Ortenzi Noelia Zeballos Anastasia Zolotareva                          |
| 26 august | Trieste, Italia Zgură W35 Simplu și dublu                            | Carlota Martínez Círez 7–6(7–2), 6–4                             | Anastasia Abbagnato                           | Gabriela Cé Dalila Jakupović               | Barbora Palicová Amarissa Tóth Francesca Curmi Martha Matoula                                |
| 26 august | Trieste, Italia Zgură W35 Simplu și dublu                            | Anastasia Abbagnato Anita Wagner 6–3, 4–6, [11–9]                | Živa Falkner Amarissa Tóth                    | Gabriela Cé Dalila Jakupović               | Barbora Palicová Amarissa Tóth Francesca Curmi Martha Matoula                                |
| 26 august | Brașov, România Zgură W35 Simplu și dublu                            | Nina Vargová 6–0, 7–6(7–5)                                       | Oana Gavrilă                                  | Nicole Fossa Huergo Ilinca Amariei         | Patricia Maria Țig Sarah Tatu Jana Bojović Sofia Shapatava                                   |
| 26 august | Brașov, România Zgură W35 Simplu și dublu                            | Ksenia Laskutova Nina Vargová 6–3, 6–4                           | Maryna Kolb Nadiia Kolb                       | Nicole Fossa Huergo Ilinca Amariei         | Patricia Maria Țig Sarah Tatu Jana Bojović Sofia Shapatava                                   |
| 26 august | TCCB Open Collonge-Bellerive, Elveția Zgură W35 Simplu și dublu      | Ayla Aksu 3–6, 6–1, 6–4                                          | Sada Nahimana                                 | Tina Nadine Smith Alice Ramé               | Amandine Hesse Sebastianna Scilipoti Madison Sieg Diāna Marcinkēviča                         |
| 26 august | TCCB Open Collonge-Bellerive, Elveția Zgură W35 Simplu și dublu      | Inès Ibbou Naïma Karamoko 7–6(7–0), 6–0                          | Karolina Kozakova Valentina Ryser             | Tina Nadine Smith Alice Ramé               | Amandine Hesse Sebastianna Scilipoti Madison Sieg Diāna Marcinkēviča                         |
| 26 august | Nakhon Si Thammarat, Thailanda Hard W35 Simplu și dublu              | Rina Saigo 7–5, 2–6, 6–2                                         | Vaidehi Chaudhari                             | Bunyawi Thamchaiwat Patcharin Cheapchandej | Erika Sema Naho Sato Momoko Kobori Lee Eun-hye                                               |
| 26 august | Nakhon Si Thammarat, Thailanda Hard W35 Simplu și dublu              | Kanako Morisaki Hikaru Sato 6–2, 6–3                             | Natsumi Kawaguchi Momoko Kobori               | Bunyawi Thamchaiwat Patcharin Cheapchandej | Erika Sema Naho Sato Momoko Kobori Lee Eun-hye                                               |
| 26 august | Bielsko-Biała, Polonia Zgură W15 Simplu și dublu                     | Daria Kuczer 6–4, 6–2                                            | Klaudija Bubelytė                             | Alisa Baranovska Ivana Šebestová           | Denise Hrdinková Polina Leykina Sofia Milatová Valeriia Olianovskaia                         |
| 26 august | Bielsko-Biała, Polonia Zgură W15 Simplu și dublu                     | Weronika Ewald Daria Kuczer 7–5, 1–6, [10–6]                     | Karolína Kubáňová Aneta Laboutková            | Alisa Baranovska Ivana Šebestová           | Denise Hrdinková Polina Leykina Sofia Milatová Valeriia Olianovskaia                         |
| 26 august | Kuršumlijska Banja, Serbia Zgură W15 Simplu și dublu                 | Arina Bulatova 6–3, 4–6, 7–5                                     | Katerina Tsygourova                           | Zuzanna Pawlikowska Mirjana Jovanović      | Draginja Vuković Elena Ruxandra Bertea Ana Giraldi Requena Diana Demidova                    |
| 26 august | Kuršumlijska Banja, Serbia Zgură W15 Simplu și dublu                 | Katerina Tsygourova Draginja Vuković 7–5, 7–6(7–2)               | Tea Nikčević Zuzanna Pawlikowska              | Zuzanna Pawlikowska Mirjana Jovanović      | Draginja Vuković Elena Ruxandra Bertea Ana Giraldi Requena Diana Demidova                    |
| 26 august | Valladolid, Spania Hard W15 Simplu și dublu                          | Celia Cerviño Ruiz 4–6, 6–1, 6–1                                 | Sabīne Rutlauka                               | Maria Andrienko Kathleen Kanev             | Mercedes Aristegui Meritxell Teixidó García Claudia Ferrer Pérez Carmen López Martínez       |
| 26 august | Valladolid, Spania Hard W15 Simplu și dublu                          | Kathleen Kanev Eliz Maloney 6–2, 4–6, [10–4]                     | Celia Cerviño Ruiz Ana Filipa Santos          | Maria Andrienko Kathleen Kanev             | Mercedes Aristegui Meritxell Teixidó García Claudia Ferrer Pérez Carmen López Martínez       |
| 26 august | Monastir, Tunisia Hard W15 Simplu și dublu                           | Ariana Geerlings 6–4, 6–1                                        | Lamis Alhussein Abdel Aziz                    | Zeel Desai Arabella Koller                 | Camilla Zanolini Marie Villet Anja Wildgruber Kseniya Yersh                                  |
| 26 august | Monastir, Tunisia Hard W15 Simplu și dublu                           | Sofya Gapankova Kseniya Yersh 6–2, 6–3                           | Zeel Desai Celine Simunyu                     | Zeel Desai Arabella Koller                 | Camilla Zanolini Marie Villet Anja Wildgruber Kseniya Yersh                                  |

### Septembrie
| Săptămâna     | Turneu | Campioni                                                           | Finaliști                                                     | Semifinaliști                                                 | Sfert-finaliști                                                                   |
| ------------- | --- | ------------------------------------------------------------------ | ------------------------------------------------------------- | ------------------------------------------------------------- | --------------------------------------------------------------------------------- |
| 2 septembrie  | Incheon Open Incheon, Coreea de Sud Hard W100                                                                                         | Tatiana Prozorova 6–3, 6–0                                         | Gao Xinyu                                                     | Lanlana Tararudee Aoi Ito                                     | Liang En-shuo Back Da-yeon Hina Inoue Ayumi Koshiishi                             |
| 2 septembrie  | Incheon Open Incheon, Coreea de Sud Hard W100                                                                                         | Tang Qianhui Zheng Wushuang 6–2, 6–3                               | Feng Shuo Aoi Ito                                             | Lanlana Tararudee Aoi Ito                                     | Liang En-shuo Back Da-yeon Hina Inoue Ayumi Koshiishi                             |
| 2 septembrie  | Ladies Open Vienna Viena, Austria Zgură W75                                                                                           | Tena Lukas 6–4, 6–1                                                | Lia Karatancheva                                              | Nuria Brancaccio Iva Primorac                                 | Lola Radivojević María Portillo Ramírez Ayla Aksu Leyre Romero Gormaz             |
| 2 septembrie  | Ladies Open Vienna Viena, Austria Zgură W75                                                                                           | Emily Appleton Estelle Cascino 6–4, 7–6(7–1)                       | Maryna Kolb Nadiia Kolb                                       | Nuria Brancaccio Iva Primorac                                 | Lola Radivojević María Portillo Ramírez Ayla Aksu Leyre Romero Gormaz             |
| 2 septembrie  | Saint-Palais-sur-Mer, Franța Zgură W50 Simplu și dublu                                                                                | Justina Mikulskytė 7–5, 7–6(7–2)                                   | Kaitlin Quevedo                                               | Francesca Jones Sara Cakarevic                                | Alice Robbe Carolina Kuhl Diana Martynov Jessica Pieri                            |
| 2 septembrie  | Saint-Palais-sur-Mer, Franța Zgură W50 Simplu și dublu                                                                                | Sarah Iliev Emma Léné 7–6(7–5), 6–2                                | Justina Mikulskytė Sapfo Sakellaridi                          | Francesca Jones Sara Cakarevic                                | Alice Robbe Carolina Kuhl Diana Martynov Jessica Pieri                            |
| 2 septembrie  | Slobozia, Romania Zgură W50 Simplu și dublu                                                                                           | Sada Nahimana 6–4, 6–1                                             | Dejana Radanović                                              | Georgia Crăciun Irina Bara                                    | Ekaterina Makarova Ángela Fita Boluda Raluca Șerban Lucía Cortez Llorca           |
| 2 septembrie  | Slobozia, Romania Zgură W50 Simplu și dublu                                                                                           | Briana Szabó Patricia Maria Țig 6–4, 7–5                           | Irina Bara Ekaterine Gorgodze                                 | Georgia Crăciun Irina Bara                                    | Ekaterina Makarova Ángela Fita Boluda Raluca Șerban Lucía Cortez Llorca           |
| 2 septembrie  | Piracicaba, Brazilia Zgură W35 Simplu și dublu                                                                                        | Giorgia Pedone 6–4, 6–2                                            | Jazmín Ortenzi                                                | Julieta Lara Estable Aurora Zantedeschi                       | Sofia Rocchetti Diletta Cherubini Carolina Alves Martina Capurro Taborda          |
| 2 septembrie  | Piracicaba, Brazilia Zgură W35 Simplu și dublu                                                                                        | Miriana Tona Noelia Zeballos 5–7, 6–1, [12–10]                     | María Paulina Pérez Aurora Zantedeschi                        | Julieta Lara Estable Aurora Zantedeschi                       | Sofia Rocchetti Diletta Cherubini Carolina Alves Martina Capurro Taborda          |
| 2 septembrie  | Punta Cana, Republica Dominicană Zgură W35 Simplu și dublu                                                                            | Darja Viďmanová 3–6, 6–0, 6–4                                      | Alexandra Vecic                                               | Sahaja Yamalapalli María Herazo González                      | Valentina Mediorreal Sara Dols Victoria Osuigwe Allie Kiick                       |
| 2 septembrie  | Punta Cana, Republica Dominicană Zgură W35 Simplu și dublu                                                                            | Ariana Arseneault Kayla Cross 6–4, 7–6(7–5)                        | Margaux Maquet María Martínez Vaquero                         | Sahaja Yamalapalli María Herazo González                      | Valentina Mediorreal Sara Dols Victoria Osuigwe Allie Kiick                       |
| 2 septembrie  | Leiria, Portugalia Hard W35 Simplu și dublu                                                                                           | Matilde Jorge 1–6, 6–2, 6–1                                        | Anastasia Kulikova                                            | Ella McDonald Stacey Fung                                     | Katarína Kužmová Radka Zelníčková Daria Frayman Manon Léonard                     |
| 2 septembrie  | Leiria, Portugalia Hard W35 Simplu și dublu                                                                                           | Sarah Beth Grey Matilde Jorge 7–6(7–1), 6–2                        | Bianca Fernandez Radka Zelníčková                             | Ella McDonald Stacey Fung                                     | Katarína Kužmová Radka Zelníčková Daria Frayman Manon Léonard                     |
| 2 septembrie  | Nakhon Si Thammarat, Thailand Hard W35 Simplu și dublu                                                                                | Hikaru Sato 4–6, 6–3, 6–2                                          | Mariia Tkacheva                                               | Vaidehi Chaudhari Rina Saigo                                  | Anri Nagata Shrivalli Bhamidipaty Patcharin Cheapchandej Tsao Chia-yi             |
| 2 septembrie  | Nakhon Si Thammarat, Thailand Hard W35 Simplu și dublu                                                                                | Kanako Morisaki Hikaru Sato 6–3, 2–6, [10–8]                       | Shrivalli Bhamidipaty Vaidehi Chaudhari                       | Vaidehi Chaudhari Rina Saigo                                  | Anri Nagata Shrivalli Bhamidipaty Patcharin Cheapchandej Tsao Chia-yi             |
| 2 septembrie  | Dinard, Franța Zgură W15 Simplu și dublu                                                                                              | Veronika Podrez 6–1, 6–1                                           | Mathilde Lollia                                               | Pauline Payet Sina Herrmann                                   | Emmanuelle Girard Ana Grubor Vicky Van de Peer Franziska Sziedat                  |
| 2 septembrie  | Dinard, Franța Zgură W15 Simplu și dublu                                                                                              | Vicky Van de Peer Emily Welker 6–3, 6–1                            | Melody Hefti Jana Leder                                       | Pauline Payet Sina Herrmann                                   | Emmanuelle Girard Ana Grubor Vicky Van de Peer Franziska Sziedat                  |
| 2 septembrie  | Fiano Romano, Italia Zgură W15 Simplu și dublu                                                                                        | Verena Meliss 6–4, 6–7(2–7), 6–4                                   | Samira De Stefano                                             | Anne Schäfer Alessandra Mazzola                               | Denise Valente Federica Sacco Camilla Gennaro Laura Mair                          |
| 2 septembrie  | Fiano Romano, Italia Zgură W15 Simplu și dublu                                                                                        | Federica Sacco Beatrice Stagno 7–6(7–5), 6–7(3–7), [10–7]          | Samira De Stefano Camilla Gennaro                             | Anne Schäfer Alessandra Mazzola                               | Denise Valente Federica Sacco Camilla Gennaro Laura Mair                          |
| 2 septembrie  | Haren, Țările de Jos Zgură W15 Simplu și dublu                                                                                        | Karolina Kozakova 7–6(9–7), 4–6, 7–5                               | Marie Vogt                                                    | Rose Marie Nijkamp Sarah van Emst                             | Friederike Nolte Loes Ebeling Koning Charlotte van Zonneveld Milana Zhabrailova   |
| 2 septembrie  | Haren, Țările de Jos Zgură W15 Simplu și dublu                                                                                        | Rose Marie Nijkamp Isis Louise van den Broek 4–6, 7–6(7–4), [10–6] | Laura Böhner Mina Hodzic                                      | Rose Marie Nijkamp Sarah van Emst                             | Friederike Nolte Loes Ebeling Koning Charlotte van Zonneveld Milana Zhabrailova   |
| 2 septembrie  | Kuršumlijska Banja, Serbia Zgură W15 Simplu și dublu                                                                                  | Arina Bulatova 6–2, 6–4                                            | Anja Stanković                                                | Laura Cíleková Luca Udvardy                                   | Suana Tucaković Anastasija Cvetković Draginja Vuković Michaela Bayerlová          |
| 2 septembrie  | Kuršumlijska Banja, Serbia Zgură W15 Simplu și dublu                                                                                  | Michaela Bayerlová Ștefania Bojică 6–2, 6–2                        | Zuzanna Pawlikowska Katerina Tsygourova                       | Laura Cíleková Luca Udvardy                                   | Suana Tucaković Anastasija Cvetković Draginja Vuković Michaela Bayerlová          |
| 2 septembrie  | Monastir, Tunisia Hard W15 Simplu și dublu                                                                                            | Hiromi Abe 6–4, 1–6, 6–3                                           | Eryn Cayetano                                                 | Dasha Plekhanova Maria Golovina                               | Zou Ruirui Zeel Desai Camilla Zanolini Maria Kalyakina                            |
| 2 septembrie  | Monastir, Tunisia Hard W15 Simplu și dublu                                                                                            | Matilde Mariani Celine Simunyu 6–1, 6–3                            | Sofya Gapankova Kseniya Yersh                                 | Dasha Plekhanova Maria Golovina                               | Zou Ruirui Zeel Desai Camilla Zanolini Maria Kalyakina                            |
| 9 septembrie  | Perth Tennis International Perth, Australia Hard W75                                                                                  | Talia Gibson 6–7(5–7), 6–1, 6–3                                    | Maddison Inglis                                               | Lizette Cabrera Destanee Aiava                                | Shrivalli Bhamidipaty Petra Hule Ayano Shimizu Saki Imamura                       |
| 9 septembrie  | Perth Tennis International Perth, Australia Hard W75                                                                                  | Talia Gibson Maddison Inglis 6–2, 6–4                              | Erina Hayashi Saki Imamura                                    | Lizette Cabrera Destanee Aiava                                | Shrivalli Bhamidipaty Petra Hule Ayano Shimizu Saki Imamura                       |
| 9 septembrie  | Le Neubourg Open International Le Neubourg, Franța                                                                                    | Tessah Andrianjafitrimo 6–2, 6–4                                   | Manon Léonard                                                 | Amarni Banks Linda Klimovičová                                | Tamira Paszek Margaux Rouvroy Harmony Tan Audrey Albié                            |
| 9 septembrie  | Le Neubourg Open International Le Neubourg, Franța                                                                                    | Lina Glushko Anastasia Tikhonova 6–3, 6–1                          | Julia Avdeeva Ekaterina Maklakova                             | Amarni Banks Linda Klimovičová                                | Tamira Paszek Margaux Rouvroy Harmony Tan Audrey Albié                            |
| 9 septembrie  | Guiyang, China Hard W50 Simplu și dublu                                                                                               | Hina Inoue 7–6(7–4), 6–4                                           | Alexandra Shubladze                                           | Zhang Ruien Zheng Wushuang                                    | Feng Shuo Liu Fangzhou Wang Meiling Guo Hanyu                                     |
| 9 septembrie  | Guiyang, China Hard W50 Simplu și dublu                                                                                               | Feng Shuo Ye Qiuyu 7–6(7–3), 6–3                                   | Li Zongyu Shi Han                                             | Zhang Ruien Zheng Wushuang                                    | Feng Shuo Liu Fangzhou Wang Meiling Guo Hanyu                                     |
| 9 septembrie  | Leme, Brazilia Zgură W35 Simplu și dublu                                                                                              | Giorgia Pedone 6–2, 6–4                                            | Aurora Zantedeschi                                            | Luiza Fullana Victoria Rodríguez                              | Camila Romero Julieta Lara Estable Daria Lodikova Martina Capurro Taborda         |
| 9 septembrie  | Leme, Brazilia Zgură W35 Simplu și dublu                                                                                              | Miriana Tona Noelia Zeballos 4–6, 6–4, [10–4]                      | Rebeca Pereira Camila Romero                                  | Luiza Fullana Victoria Rodríguez                              | Camila Romero Julieta Lara Estable Daria Lodikova Martina Capurro Taborda         |
| 9 septembrie  | Punta Cana, Republica Dominicană Zgură W35 Simplu și dublu                                                                            | Karina Miller 7–5, 5–7, 6–1                                        | Zhibek Kulambayeva                                            | Kayla Cross Lara Pfeifer                                      | Sahaja Yamalapalli Victoria Osuigwe Alexandra Vecic Hibah Shaikh                  |
| 9 septembrie  | Punta Cana, Republica Dominicană Zgură W35 Simplu și dublu                                                                            | Ariana Arseneault Kayla Cross 6–1, 5–7, [10–8]                     | Zhibek Kulambayeva Sahaja Yamalapalli                         | Kayla Cross Lara Pfeifer                                      | Sahaja Yamalapalli Victoria Osuigwe Alexandra Vecic Hibah Shaikh                  |
| 9 septembrie  | Santarém, Portugalia Hard W35 Simplu și dublu                                                                                         | Stacey Fung 2–6, 6–3, 6–3                                          | Clara Vlasselaer                                              | Andrea Lázaro García Matilde Jorge                            | Sarah Beth Grey Ella McDonald Yasmine Mansouri Tess Sugnaux                       |
| 9 septembrie  | Santarém, Portugalia Hard W35 Simplu și dublu                                                                                         | Anastasiia Gureva Radka Zelníčková 7–5, 6–1                        | Sarah Beth Grey Katarína Kužmová                              | Andrea Lázaro García Matilde Jorge                            | Sarah Beth Grey Ella McDonald Yasmine Mansouri Tess Sugnaux                       |
| 9 septembrie  | Reus, Spania Zgură W35 Simplu și dublu                                                                                                | Carlota Martínez Círez 6–1, 7–6(7–4)                               | Alice Ramé                                                    | Eva Vedder Ylena In-Albon                                     | Katharina Hobgarski Julia Grabher Madison Sieg Caroline Werner                    |
| 9 septembrie  | Reus, Spania Zgură W35 Simplu și dublu                                                                                                | Ylena In-Albon María Portillo Ramírez 6–4, 6–3                     | Julia Grabher Caroline Werner                                 | Eva Vedder Ylena In-Albon                                     | Katharina Hobgarski Julia Grabher Madison Sieg Caroline Werner                    |
| 9 septembrie  | Dijon, Franța Zgură W15 Simplu și dublu                                                                                               | Fabienne Gettwart 6–4, 6–1                                         | Veronika Podrez                                               | Astrid Cirotte Sebastianna Scilipoti                          | Mathilde Lollia Paula Cembranos Lucie Nguyen Tan Emily Welker                     |
| 9 septembrie  | Dijon, Franța Zgură W15 Simplu și dublu                                                                                               | Rose Marie Nijkamp Isis Louise van den Broek 7–6(7–1), 6–4         | Fabienne Gettwart Mina Hodzic                                 | Astrid Cirotte Sebastianna Scilipoti                          | Mathilde Lollia Paula Cembranos Lucie Nguyen Tan Emily Welker                     |
| 9 septembrie  | Kuršumlijska Banja, Serbia Zgură W15 Simplu și dublu                                                                                  | Natalija Senić 6–4, 6–2                                            | Luca Udvardy                                                  | Anastasia Safta Evgeniya Burdina                              | Arina Bulatova Valentina Steiner Sara Mikača Petra Konjikušić                     |
| 9 septembrie  | Kuršumlijska Banja, Serbia Zgură W15 Simplu și dublu                                                                                  | Competiția de dublu a fost anulată din cauza vremii                |                                                               | Anastasia Safta Evgeniya Burdina                              | Arina Bulatova Valentina Steiner Sara Mikača Petra Konjikušić                     |
| 9 septembrie  | Singapore, Singapore Hard W15 Simplu și dublu                                                                                         | Elina Nepliy 2–6, 7–5, 6–3                                         | Zhang Ying                                                    | Rutuja Bhosale Yuno Kitahara                                  | Carol Young Suh Lee Belle Thompson Punnin Kovapitukted Choi On-yu                 |
| 9 septembrie  | Singapore, Singapore Hard W15 Simplu și dublu                                                                                         | Punnin Kovapitukted Tiphanie Lemaître 6–4, 6–1                     | Yui Chikaraishi Mei Hasegawa                                  | Rutuja Bhosale Yuno Kitahara                                  | Carol Young Suh Lee Belle Thompson Punnin Kovapitukted Choi On-yu                 |
| 9 septembrie  | Monastir, Tunisia Hard W15 Simplu și dublu                                                                                            | Eryn Cayetano 7–5, 7–5                                             | Maria Golovina                                                | Alessia Popescu Hiromi Abe                                    | Dasha Plekhanova Alana Tuayeva Maribella Zamarripa Zou Ruirui                     |
| 9 septembrie  | Monastir, Tunisia Hard W15 Simplu și dublu                                                                                            | Eryn Cayetano Maribella Zamarripa 6–4, 6–2                         | Xenia Bandurowska Sandugash Kenzhibayeva                      | Alessia Popescu Hiromi Abe                                    | Dasha Plekhanova Alana Tuayeva Maribella Zamarripa Zou Ruirui                     |
| 16 septembrie | Caldas da Rainha Ladies Open Caldas da Rainha, Portugalia Hard W100                                                                   | Alina Korneeva 6–1, 6–4                                            | Anastasia Zakharova                                           | Francisca Jorge Lina Glushko                                  | Petra Martić Camilla Rosatello Mona Barthel Daria Snigur                          |
| 16 septembrie | Caldas da Rainha Ladies Open Caldas da Rainha, Portugalia Hard W100                                                                   | Jodie Burrage Anastasia Tikhonova 7–6(7–3), 6–4                    | Francisca Jorge Matilde Jorge                                 | Francisca Jorge Lina Glushko                                  | Petra Martić Camilla Rosatello Mona Barthel Daria Snigur                          |
| 16 septembrie | Perth Tennis International 2 Perth, Australia Hard W75                                                                                | Talia Gibson 6–2, 6–4                                              | Eri Shimizu                                                   | Maddison Inglis Elena Micic                                   | Petra Hule Shrivalli Bhamidipaty Ankita Raina Misaki Matsuda                      |
| 16 septembrie | Perth Tennis International 2 Perth, Australia Hard W75                                                                                | Sakura Hosogi Misaki Matsuda Walkover                              | Naiktha Bains Ankita Raina                                    | Maddison Inglis Elena Micic                                   | Petra Hule Shrivalli Bhamidipaty Ankita Raina Misaki Matsuda                      |
| 16 septembrie | Pazardzhik Cup Pazardzhik, Bulgaria Zgură W75                                                                                         | Ella Seidel 6–1, 6–4                                               | Caroline Werner                                               | Alevtina Ibragimova Leyre Romero Gormaz                       | Katarina Zavatska Lia Karatancheva Victoria Jiménez Kasintseva Andreea Prisăcariu |
| 16 septembrie | Pazardzhik Cup Pazardzhik, Bulgaria Zgură W75                                                                                         | Veronika Erjavec Anita Wagner 7–5, 3–6, [10–5]                     | Lia Karatancheva Sapfo Sakellaridi                            | Alevtina Ibragimova Leyre Romero Gormaz                       | Katarina Zavatska Lia Karatancheva Victoria Jiménez Kasintseva Andreea Prisăcariu |
| 16 septembrie | San Miguel de Tucumán, Argentina Zgură W50 Simplu și dublu                                                                            | Solana Sierra 6–2, 6–2                                             | Giorgia Pedone                                                | Carolina Alves Léolia Jeanjean                                | Julia Riera Sofia Rocchetti Aurora Zantedeschi Nicole Fossa Huergo                |
| 16 septembrie | San Miguel de Tucumán, Argentina Zgură W50 Simplu și dublu                                                                            | Nicole Fossa Huergo Zhibek Kulambayeva 6–3, 4–6, [10–7]            | María Paulina Pérez Aurora Zantedeschi                        | Carolina Alves Léolia Jeanjean                                | Julia Riera Sofia Rocchetti Aurora Zantedeschi Nicole Fossa Huergo                |
| 16 septembrie | Fuzhou, China Hard W50 Simplu și dublu                                                                                                | Daria Kudashova 6–1, 6–1                                           | Guo Hanyu                                                     | Zheng Wushuang Yao Xinxin                                     | Wang Jiaqi Yang Yidi Wang Qiang Yang Ya-yi                                        |
| 16 septembrie | Fuzhou, China Hard W50 Simplu și dublu                                                                                                | Lee Ya-hsin Lin Fang-an 6–3, 6–4                                   | Cho I-hsuan Cho Yi-tsen                                       | Zheng Wushuang Yao Xinxin                                     | Wang Jiaqi Yang Yidi Wang Qiang Yang Ya-yi                                        |
| 16 septembrie | Santa Margherita di Pula, Italia Zgură W35 și dublu                                                                                   | Julie Štruplová 5–7, 7–6(7–5), 6–2                                 | Nuria Brancaccio                                              | Lisa Zaar Aliona Bolsova                                      | Silvia Ambrosio Camilla Gennaro Carlota Martínez Círez Tatiana Pieri              |
| 16 septembrie | Santa Margherita di Pula, Italia Zgură W35 și dublu                                                                                   | Aliona Bolsova Eva Vedder 6–3, 6–3                                 | Katharina Hobgarski Julie Štruplová                           | Lisa Zaar Aliona Bolsova                                      | Silvia Ambrosio Camilla Gennaro Carlota Martínez Círez Tatiana Pieri              |
| 16 septembrie | Kyoto, Japonia Hard (i) W35 Simplu și dublu                                                                                           | Momoko Kobori 7–6(7–1), 6–2                                        | Tiphanie Lemaître                                             | Zhang Ying Tsao Chia-yi                                       | Michika Ozeki Honoka Kobayashi Junri Namigata Ikumi Yamazaki                      |
| 16 septembrie | Kyoto, Japonia Hard (i) W35 Simplu și dublu                                                                                           | Anri Nagata Ikumi Yamazaki 6–4, 7–5                                | Hayu Kinoshita Yukina Saigo                                   | Zhang Ying Tsao Chia-yi                                       | Michika Ozeki Honoka Kobayashi Junri Namigata Ikumi Yamazaki                      |
| 16 septembrie | San Rafael, Statele Unite Hard W35 Simplu și dublu                                                                                    | Robin Anderson 7–6(8–6), 6–2                                       | Ashley Kratzer                                                | Kayla Day Sophie Chang                                        | Katherine Sebov Iryna Shymanovich Lea Ma Gabriela Knutson                         |
| 16 septembrie | San Rafael, Statele Unite Hard W35 Simplu și dublu                                                                                    | Robin Anderson Alana Smith 7–5, 6–2                                | Makenna Jones Jamie Loeb                                      | Kayla Day Sophie Chang                                        | Katherine Sebov Iryna Shymanovich Lea Ma Gabriela Knutson                         |
| 16 septembrie | Sharm El Sheikh, Egipt Hard W15 Simplu și dublu                                                                                       | Zoziya Kardava 2–6, 7–5, 6–2                                       | Jacqueline Cabaj Awad                                         | Varvara Panshina Sandra Samir                                 | Mariam Atia Yasmin Ezzat Salma Drugdová Uladzislava Zverava                       |
| 16 septembrie | Sharm El Sheikh, Egipt Hard W15 Simplu și dublu                                                                                       | Jacqueline Cabaj Awad Sandra Samir 6–4, 6–0                        | Salma Drugdová Briana Szabó                                   | Varvara Panshina Sandra Samir                                 | Mariam Atia Yasmin Ezzat Salma Drugdová Uladzislava Zverava                       |
| 16 septembrie | Nogent-sur-Marne, Franța Zgură W15 Simplu și dublu                                                                                    | Aneta Kučmová 6–3, 6–1                                             | Mariella Thamm                                                | Enola Chiesa Stéphanie Visscher                               | Mathilde Ngijol Carré Paula Arias Manjón Mathilde Lollia Veronika Podrez          |
| 16 septembrie | Nogent-sur-Marne, Franța Zgură W15 Simplu și dublu                                                                                    | Enola Chiesa Federica Urgesi 6–1, 7–6(7–3)                         | Laura Böhner Chantal Sauvant                                  | Enola Chiesa Stéphanie Visscher                               | Mathilde Ngijol Carré Paula Arias Manjón Mathilde Lollia Veronika Podrez          |
| 16 septembrie | Kuršumlijska Banja, Serbia Zgură W15 Simplu și dublu                                                                                  | Competiția de simplu șu dublu a fost anulată din cauza vremii      | Competiția de simplu șu dublu a fost anulată din cauza vremii | Competiția de simplu șu dublu a fost anulată din cauza vremii | Competiția de simplu șu dublu a fost anulată din cauza vremii                     |
| 16 septembrie | Ceuta, Spania Hard W15 Simplu și dublu                                                                                                | Amelie Van Impe 6–4, 6–2                                           | Judith Perelló Saavedra                                       | Alba Rey García Amy Zhu                                       | Katarína Kužmová Kaat Coppez Lucía Llinares Domingo Vlada Ekshibarova             |
| 16 septembrie | Ceuta, Spania Hard W15 Simplu și dublu                                                                                                | Kaat Coppez Amelie Van Impe 3–2 ret.                               | Judith Perelló Saavedra Alba Rey García                       | Alba Rey García Amy Zhu                                       | Katarína Kužmová Kaat Coppez Lucía Llinares Domingo Vlada Ekshibarova             |
| 16 septembrie | Monastir, Tunisia Hard W15 Simplu și dublu                                                                                            | Eliessa Vanlangendonck 6–3, 6–1                                    | Sofía Elena Cabezas Domínguez                                 | Dasha Plekhanova Anna Hertel                                  | Viola Turini Angelica Raggi Camilla Zanolini Alyssa Réguer                        |
| 16 septembrie | Monastir, Tunisia Hard W15 Simplu și dublu                                                                                            | Luisa Hrda Viola Turini 6–0, 7–6(7–3)                              | Angelica Raggi Tian Niehua                                    | Dasha Plekhanova Anna Hertel                                  | Viola Turini Angelica Raggi Camilla Zanolini Alyssa Réguer                        |
| 23 septembrie | Lisboa Belém Open Lisabona, Portugalia Zgură W75                                                                                      | Victoria Jiménez Kasintseva 6–4, 6–2                               | Guiomar Maristany                                             | Ylena In-Albon Ángela Fita Boluda                             | Arantxa Rus Simona Waltert Carole Monnet Francesca Jones                          |
| 23 septembrie | Lisboa Belém Open Lisabona, Portugalia Zgură W75                                                                                      | Francisca Jorge Matilde Jorge 7–6(7–5), 6–4                        | Yvonne Cavallé Reimers Ángela Fita Boluda                     | Ylena In-Albon Ángela Fita Boluda                             | Arantxa Rus Simona Waltert Carole Monnet Francesca Jones                          |
| 23 septembrie | Serbian Tennis Tour Kuršumlijska Banja, Serbia Zgură W75                                                                              | Lola Radivojević 6–2, 7–6(9–7)                                     | Raluca Șerban                                                 | Lina Gjorcheska Patricia Maria Țig                            | Dalila Jakupović Nina Stojanović Tena Lukas Berfu Cengiz                          |
| 23 septembrie | Serbian Tennis Tour Kuršumlijska Banja, Serbia Zgură W75                                                                              | Amina Anshba Noma Noha Akugue 6–2, 7–6(7–2)                        | Cristina Dinu Lia Karatancheva                                | Lina Gjorcheska Patricia Maria Țig                            | Dalila Jakupović Nina Stojanović Tena Lukas Berfu Cengiz                          |
| 23 septembrie | Central Coast Pro Tennis Open Templeton, Statele Unite Hard W75                                                                       | Renata Zarazúa 6–4, 6–3                                            | Usue Maitane Arconada                                         | Cadence Brace Katrina Scott                                   | Irina Shymanovich Himeno Sakatsume Elizabeth Mandlik Rebecca Marino               |
| 23 septembrie | Central Coast Pro Tennis Open Templeton, Statele Unite Hard W75                                                                       | Sophie Chang Rasheeda McAdoo 1–6, 6–2, [10–4]                      | Carmen Corley Rebecca Marino                                  | Cadence Brace Katrina Scott                                   | Irina Shymanovich Himeno Sakatsume Elizabeth Mandlik Rebecca Marino               |
| 23 septembrie | Pilar, Argentina Zgură W50 Simplu și dublu                                                                                            | Solana Sierra 6–2 ret.                                             | Léolia Jeanjean                                               | Irene Burillo Escorihuela Ana Sofía Sánchez                   | Zhibek Kulambayeva Giorgia Pedone Valeriya Strakhova Nicole Fossa Huergo          |
| 23 septembrie | Pilar, Argentina Zgură W50 Simplu și dublu                                                                                            | Carolina Alves Julia Riera 6–4, 7–5                                | Nicole Fossa Huergo Zhibek Kulambayeva                        | Irene Burillo Escorihuela Ana Sofía Sánchez                   | Zhibek Kulambayeva Giorgia Pedone Valeriya Strakhova Nicole Fossa Huergo          |
| 23 septembrie | Nanao, Japonia Covor W50 Simplu și dublu                                                                                              | Aoi Ito 6–2, 6–1                                                   | Ayano Shimizu                                                 | Kyōka Okamura Rinon Okuwaki                                   | Mei Yamaguchi Haruna Arakawa Momoko Kobori Haruka Kaji                            |
| 23 septembrie | Nanao, Japonia Covor W50 Simplu și dublu                                                                                              | Aoi Ito Naho Sato 6–1, 6–3                                         | Momoko Kobori Ayano Shimizu                                   | Kyōka Okamura Rinon Okuwaki                                   | Mei Yamaguchi Haruna Arakawa Momoko Kobori Haruka Kaji                            |
| 23 septembrie | Santa Margherita di Pula, Italia Zgură W35 Simplu și dublu                                                                            | Julia Grabher 3–6, 6–0, 6–2                                        | Leonie Küng                                                   | Silvia Ambrosio Julie Štruplová                               | Hanne Vandewinkel Camilla Gennaro Anastasia Abbagnato Daria Kuczer                |
| 23 septembrie | Santa Margherita di Pula, Italia Zgură W35 Simplu și dublu                                                                            | Daria Kuczer Lisa Zaar Walkover                                    | Silvia Ambrosio Julie Štruplová                               | Silvia Ambrosio Julie Štruplová                               | Hanne Vandewinkel Camilla Gennaro Anastasia Abbagnato Daria Kuczer                |
| 23 septembrie | Berkeley Tennis Club Challenge Berkeley, Statele Unite Hard W35 Simplu și dublu                                                       | Iva Jovic 6–3, 2–6, 6–3                                            | Victoria Mboko                                                | Jaimee Fourlis Whitney Osuigwe                                | Viktória Hrunčáková Alana Smith Jamie Loeb Clervie Ngounoue                       |
| 23 septembrie | Berkeley Tennis Club Challenge Berkeley, Statele Unite Hard W35 Simplu și dublu                                                       | Elysia Bolton Maegan Manasse 6–7(3–7), 6–2, [10–6]                 | Rutuja Bhosale Ema Burgić                                     | Jaimee Fourlis Whitney Osuigwe                                | Viktória Hrunčáková Alana Smith Jamie Loeb Clervie Ngounoue                       |
| 23 septembrie | Varna, Bulgaria Zgură W15 Simplu și dublu                                                                                             | Georgia Crăciun 7–5, 6–0                                           | Yelyzaveta Kotliar                                            | Elena Ruxandra Bertea Magdaléna Smékalová                     | Alisa Baranovska Chiara Girelli Shanelle Iaconi Yoana Konstantinova               |
| 23 septembrie | Varna, Bulgaria Zgură W15 Simplu și dublu                                                                                             | Maria Andrienko Tilwith Di Girolami 5–7, 6–1, [10–3]               | Chiara Girelli Irene Lavino                                   | Elena Ruxandra Bertea Magdaléna Smékalová                     | Alisa Baranovska Chiara Girelli Shanelle Iaconi Yoana Konstantinova               |
| 23 septembrie | Sharm El Sheikh, Egipt Hard W15 Simplu și dublu                                                                                       | Lamis Alhussein Abdel Aziz 6–3, 6–3                                | Sandra Samir                                                  | Joanna Garland Jacqueline Cabaj Awad                          | Salma Drugdová Zoziya Kardava Briana Szabó Noemi Maines                           |
| 23 septembrie | Sharm El Sheikh, Egipt Hard W15 Simplu și dublu                                                                                       | Defne Çırpanlı Yasmin Ezzat 2–6, 6–3, [10–7]                       | Darja Suvirđonkova Daria Zelinskaya                           | Joanna Garland Jacqueline Cabaj Awad                          | Salma Drugdová Zoziya Kardava Briana Szabó Noemi Maines                           |
| 23 septembrie | Yeongwol, Coreea de Sud Hard W15 [https://www.itftennis.com/en/tournament/w15-yeongwol/kor/2024/w-itf-kor-2024-004/draws-and-results/ | Back Da-yeon 6–2, 6–1                                              | Lee Eun-hye                                                   | Zhang Ying Cody Wong                                          | Jeong Bo-young Chihiro Muramatsu Choi Seo-yun Lin Fang-an                         |
| 23 septembrie | Yeongwol, Coreea de Sud Hard W15 [https://www.itftennis.com/en/tournament/w15-yeongwol/kor/2024/w-itf-kor-2024-004/draws-and-results/ | Lee Ya-hsin Lin Fang-an 6–4, 6–7(6–8), [10–6]                      | Jeong Su-nam Ye Qiuyu                                         | Zhang Ying Cody Wong                                          | Jeong Bo-young Chihiro Muramatsu Choi Seo-yun Lin Fang-an                         |
| 23 septembrie | Trnava, Slovacia Hard (i) W15 Simplu și dublu                                                                                         | Katarína Kužmová 6–4, 3–6, 6–3                                     | Radka Zelníčková                                              | Sofia Milatová Milana Zhabrailova                             | Aneta Laboutková Laura Cíleková Amelie Justine Hejtmanek Mara Guth                |
| 23 septembrie | Trnava, Slovacia Hard (i) W15 Simplu și dublu                                                                                         | Katarína Kužmová Nina Vargová 7–5, 4–6, [10–6]                     | Ivana Šebestová Radka Zelníčková                              | Sofia Milatová Milana Zhabrailova                             | Aneta Laboutková Laura Cíleková Amelie Justine Hejtmanek Mara Guth                |
| 23 septembrie | Madrid, Spania Hard W15 Simplu și dublu                                                                                               | Sonja Zhiyenbayeva 6–1, 5–7, 6–1                                   | Alice Gillan                                                  | Jenny Dürst Alba Rey García                                   | Tess Sugnaux Amy Zhu Lucía Llinares Domingo Ku Yeon-woo                           |
| 23 septembrie | Madrid, Spania Hard W15 Simplu și dublu                                                                                               | Jenny Dürst Celine Simunyu 6–4, 6–4                                | Vlada Ekshibarova Emma Wilson                                 | Jenny Dürst Alba Rey García                                   | Tess Sugnaux Amy Zhu Lucía Llinares Domingo Ku Yeon-woo                           |
| 23 septembrie | Monastir, Tunisia Hard W15 Simplu și dublu                                                                                            | Camilla Zanolini 6–2, 6–1                                          | Sofía Elena Cabezas Domínguez                                 | Laura Brunkel Arabella Koller                                 | Zou Ruirui Daria Frayman Gina Marie Dittmann Eliessa Vanlangendonck               |
| 23 septembrie | Monastir, Tunisia Hard W15 Simplu și dublu                                                                                            | Daria Frayman Lauryn John-Baptiste 7–6(9–7), 6–4                   | Nina Radovanovic Marie Villet                                 | Laura Brunkel Arabella Koller                                 | Zou Ruirui Daria Frayman Gina Marie Dittmann Eliessa Vanlangendonck               |
| 30 septembrie | São Paulo Torneio Internacional de Tênis Feminino São Paulo, Brazilia Zgură W75                                                       | Laura Pigossi 6–7(3–7), 6–3, 6–3                                   | Beatrice Ricci                                                | Julia Riera Daria Lodikova                                    | Diletta Cherubini Nicole Fossa Huergo Giorgia Pedone Irene Burillo Escorihuela    |
| 30 septembrie | São Paulo Torneio Internacional de Tênis Feminino São Paulo, Brazilia Zgură W75                                                       | Nicole Fossa Huergo Zhibek Kulambayeva 3–6, 6–2, [10–4]            | Eleni Christofi Aurora Zantedeschi                            | Julia Riera Daria Lodikova                                    | Diletta Cherubini Nicole Fossa Huergo Giorgia Pedone Irene Burillo Escorihuela    |
| 30 septembrie | Šibenik Open Šibenik, Croația Zgură W75                                                                                               | Sára Bejlek 6–2, 6–0                                               | Darja Semeņistaja                                             | İpek Öz Kathinka von Deichmann                                | Veronika Erjavec Stephanie Wagner Nuria Brancaccio Živa Falkner                   |
| 30 septembrie | Šibenik Open Šibenik, Croația Zgură W75                                                                                               | Živa Falkner Amarissa Tóth 2–1 ret.                                | Raluca Șerban Anca Todoni                                     | İpek Öz Kathinka von Deichmann                                | Veronika Erjavec Stephanie Wagner Nuria Brancaccio Živa Falkner                   |
| 30 septembrie | Rancho Santa Fe Open Rancho Santa Fe, Statele Unite Hard W75                                                                          | Iva Jovic 6–3, 6–3                                                 | Ena Shibahara                                                 | Katherine Sebov Lanlana Tararudee                             | Maya Joint Lauren Davis Gabriela Knutson Rebecca Marino                           |
| 30 septembrie | Rancho Santa Fe Open Rancho Santa Fe, Statele Unite Hard W75                                                                          | Maria Kononova Maria Kozyreva 6–2, 7–6(7–4)                        | Haley Giavara Rasheeda McAdoo                                 | Katherine Sebov Lanlana Tararudee                             | Maya Joint Lauren Davis Gabriela Knutson Rebecca Marino                           |
| 30 septembrie | Cairns, Australia Hard W35 Simplu și dublu                                                                                            | Talia Gibson 6–2, 7–6(7–2)                                         | Lizette Cabrera                                               | Monique Barry Maddison Inglis                                 | Petra Hule Alana Parnaby Kyōka Okamura Elena Micic                                |
| 30 septembrie | Cairns, Australia Hard W35 Simplu și dublu                                                                                            | Petra Hule Alana Parnaby 6–2, 6–2                                  | Mia Horvit Tenika McGiffin                                    | Monique Barry Maddison Inglis                                 | Petra Hule Alana Parnaby Kyōka Okamura Elena Micic                                |
| 30 septembrie | Reims, Franța Hard (i) W35 Simplu și dublu                                                                                            | Julia Avdeeva 3–6, 6–3, 6–4                                        | Margaux Rouvroy                                               | Anastasia Kulikova Céline Naef                                | Alice Tubello Amarni Banks Ayla Aksu Manon Léonard                                |
| 30 septembrie | Reims, Franța Hard (i) W35 Simplu și dublu                                                                                            | Sarah Beth Grey Mingge Xu 6–3, 6–1                                 | Ekaterina Ovcharenko Emily Webley-Smith                       | Anastasia Kulikova Céline Naef                                | Alice Tubello Amarni Banks Ayla Aksu Manon Léonard                                |
| 30 septembrie | Santa Margherita di Pula, Italia Zgură W35 Simplu și dublu                                                                            | Sara Cakarevic 6–2, 7–6(10–8)                                      | Matilde Paoletti                                              | Tereza Valentová Carlota Martínez Círez                       | Lilli Tagger Tina Nadine Smith Federica Urgesi Sapfo Sakellaridi                  |
| 30 septembrie | Santa Margherita di Pula, Italia Zgură W35 Simplu și dublu                                                                            | Sapfo Sakellaridi Arina Vasilescu 6–2, 6–2                         | Noemi Basiletti Vittoria Paganetti                            | Tereza Valentová Carlota Martínez Círez                       | Lilli Tagger Tina Nadine Smith Federica Urgesi Sapfo Sakellaridi                  |
| 30 septembrie | Baza, Spania Hard W35 Simplu și dublu                                                                                                 | Susan Bandecchi 6–3, 6–3                                           | Ariana Geerlings                                              | Amy Zhu Alina Charaeva                                        | Justina Mikulskytė Ku Yeon-woo Kaitlin Quevedo Amandine Hesse                     |
| 30 septembrie | Baza, Spania Hard W35 Simplu și dublu                                                                                                 | Tayisiya Morderger Yana Morderger 6–3, 7–6(7–1)                    | Nahia Berecoechea Alina Charaeva                              | Amy Zhu Alina Charaeva                                        | Justina Mikulskytė Ku Yeon-woo Kaitlin Quevedo Amandine Hesse                     |
| 30 septembrie | Redding] Statele Unite Hard W35 Simplu și dublu                                                                                       | Lea Ma 6–3, 6–2                                                    | Maria Mateas                                                  | Lucciana Pérez Alarcón Ayana Akli                             | Usue Maitane Arconada Olivia Lincer Himeno Sakatsume Eryn Cayetano                |
| 30 septembrie | Redding] Statele Unite Hard W35 Simplu și dublu                                                                                       | Ayana Akli Eryn Cayetano 6–2, 6–2                                  | Clervie Ngounoue Himeno Sakatsume                             | Lucciana Pérez Alarcón Ayana Akli                             | Usue Maitane Arconada Olivia Lincer Himeno Sakatsume Eryn Cayetano                |
| 30 septembrie | Sharm El Sheikh, Egipt Hard W15 Simplu și dublu                                                                                       | Daria Egorova 7–5, 6–0                                             | Sandra Samir                                                  | Yasmin Ezzat Anastasia Gasanova                               | Joanna Garland Aruzhan Sagandikova Zuzanna Pawlikowska Victória Luiza Barros      |
| 30 septembrie | Sharm El Sheikh, Egipt Hard W15 Simplu și dublu                                                                                       | Zuzanna Pawlikowska Sandra Samir 6–3, 6–4                          | Daria Egorova Anastasia Gasanova                              | Yasmin Ezzat Anastasia Gasanova                               | Joanna Garland Aruzhan Sagandikova Zuzanna Pawlikowska Victória Luiza Barros      |
| 30 septembrie | Trnava, Slovacia Hard (i) W15 Simplu și dublu                                                                                         | Nina Vargová 6–1, 3–6, 6–3                                         | Amelia Rajecki                                                | Marie Weckerle Radka Zelníčková                               | Valeriia Olianovskaia Johanne Svendsen Mia Pohánková Katarína Kužmová             |
| 30 septembrie | Trnava, Slovacia Hard (i) W15 Simplu și dublu                                                                                         | Rebecca Munk Mortensen Johanne Svendsen 7–5, 7–6(7–2)              | Adrienn Nagy Ivana Šebestová                                  | Marie Weckerle Radka Zelníčková                               | Valeriia Olianovskaia Johanne Svendsen Mia Pohánková Katarína Kužmová             |
| 30 septembrie | Yeongwol, Coreea de Sud Hard W15 Simplu și dublu                                                                                      | Back Da-yeon 6–1, 6–2                                              | Jeong Bo-young                                                | Kim Da-bin Lee Eun-hye                                        | Jeong Su-nam Kim Su-min Ahn Yu-jin Oh Eun-ji                                      |
| 30 septembrie | Yeongwol, Coreea de Sud Hard W15 Simplu și dublu                                                                                      | Back Da-yeon Lee Eun-hye 6–1, 6–1                                  | Kim Na-ri Ye Qiuyu                                            | Kim Da-bin Lee Eun-hye                                        | Jeong Su-nam Kim Su-min Ahn Yu-jin Oh Eun-ji                                      |
| 30 septembrie | Monastir, Tunisia Hard W15 Simplu și dublu                                                                                            | Daria Frayman 6–3, 6–0                                             | Madelief Hageman                                              | Eliessa Vanlangendonck Sofía Elena Cabezas Domínguez          | Marie Villet Arabella Koller Viola Turini Tanisha Kashyap                         |
| 30 septembrie | Monastir, Tunisia Hard W15 Simplu și dublu                                                                                            | Marcella Cruz Gina Marie Dittmann 6–4, 6–4                         | Madelief Hageman Vicky Van de Peer                            | Eliessa Vanlangendonck Sofía Elena Cabezas Domínguez          | Marie Villet Arabella Koller Viola Turini Tanisha Kashyap                         |